# Michelangelo Buonarroti
Michelangelo Buonarroti – (IPA: mikeˈlanʤelo bwɔnarˈrɔːti), teljes nevén Michelangelo di Lodovico Buonarroti Simoni; Caprese, 1475. március 6. – Róma, 1564. február 18.) az olasz reneszánsz kimagasló mestere, egyike a képzőművészet legnagyobb alakjainak.
Bár önmagát mindig szobrásznak tartotta, nemcsak a szobrászatban, hanem a festészetben, az építészetben és a lírában is maradandót és jelentőset alkotott. Művészete eltér kora, a reneszánsz virágkorának művészetétől: hiányzik belőle az a harmónia, derű, elegancia, amely Leonardo da Vinci vagy Raffaello műveit jellemzi. Különc, magányos, önmarcangoló személyisége, amely állandó harcban állt önmagával és a világgal, arra késztette, hogy keserűségét szobraiban, verseiben örökítse meg. Alakjai általában tragikus hősök, akik a művészhez hasonlóan korlátaik közül igyekeznek kitörni. Életének tragédiája, hogy monumentális tervei közül nagyon kevés valósult meg teljes egészében.

## Élete

### Ifjúkora
Szülei elszegényedett nemesemberek, apja, Ludovico di Leonardo Buonarroti Simoni Caprese és a Chiusi várának egykori ura. Anyja Francesca di Neri del Miniato paraszt lány volt. Amikor a család Firenzébe költözött, a 13 éves Michelangelo jelentkezett Domenico Ghirlandaio festő műhelyébe, tanulónak. Hamarosan átment a Medici-kertben (Giardino di San Marco) munkálkodó Bertoldo di Giovanni szobrászhoz, aki Lorenzo de’ Medici antik szoborgyűjteményének őreként dolgozott. Itt a gyűjtemény gazdája felfigyelt a tehetséges fiúra, és magához hívatta az apját, hogy a gyerekért cserébe, állást kínáljon neki. Miután az apát a vámházban alkalmazták, Michelangelo beköltözött a Mediciek palotájába, ahol szinte családtagként bántak vele. Részt vehetett annak az irodalmi és tudományos társaságnak az összejövetelein, amely nagy hírt szerzett a Medici-udvarnak. Ebbe a körbe tartozott Machiavelli is, a köztársaság alkancellárja, a neves vígjátékíró, és több hírneves költő, tudós, filozófus. Itt töltötte Michelangelo ifjúkorát 1492-ig, Lorenzo il Magnifico haláláig.
Ezután kezdődött valójában Michelangelo élete a maga viharaival, fájdalmaival. Firenzében Savonarola tüzes szónoklatai felkelést szítottak a Medici-család ellen. Végül elűzték a Medicieket, és Savonarola az államot átalakította teokratikus hatalommá. Tartva a felkeléstől, Michelangelo először hazament szülővárosába, ahol anatómiai tanulmányokkal foglalkozott, majd Velencébe, utána Bolognába utazott, ahol megfaragta a Szent Domonkos-síremlékegyüttes kiegészítő figuráit. 1496-ban a honvágy visszahozta Firenzébe. Itt készült egyik munkája egy római bíboros birtokába került, aki az Örök Városba hívatta, ahol 1498–99-ben elkészítette a Pietà márványcsoportját.
1501-ben visszatért Firenzébe, ahol a viszonyok alaposan megváltoztak. Savonarolát VI. Sándor pápa parancsára megégették, Firenze élére 1502-ben Piero Soderini, Michelangelo jóakarója került. A művész azonnal egy kiadós munkát kapott: egy elfaragott, félig tönkretett márványtömbből kellett szobrot faragnia. Így született 1501 és 1504 között a Dávid, a reneszánsz művészet egyik legismertebb alkotása, amelyet a kortársak il Gigante (az óriás) néven becéztek, több mint 4 méteres magassága miatt. A Pietàval és a Dáviddal alkotójuk Itália legnagyobb mestereinek sorába emelkedett.
A művészettörténetben páratlan esemény, hogy a művészet legnagyobb alakjai egy időben egy városban éljenek. Firenzében ez mégis bekövetkezett, mert bár a felkelés elsodorta a Mediciek híres tudóskörét, Michelangelo mellett 1500-ban Leonardo da Vinci, 1504-ben pedig Raffaello is letelepedett a városban. A gyanakvó természetű Michelangelo egyiküket sem kedvelte; számára mindketten a nagyvilági, optimista életfelfogás képviselői voltak a siralom völgyében. Ugyan vetélkedésre adott alkalmat a firenzei Signoriának az a határozata, hogy Michelangelo Leonardóval közösen fesse ki a kormánypalota, a Palazzo Vecchio egyik termét, de mindkét mű megsemmisült, még mielőtt a falakra festhették volna, sőt a kartonok is elpusztultak. Leonardo 1506-ban, Raffaello két évvel később hagyta el Firenzét.

### A pápák szolgálatában

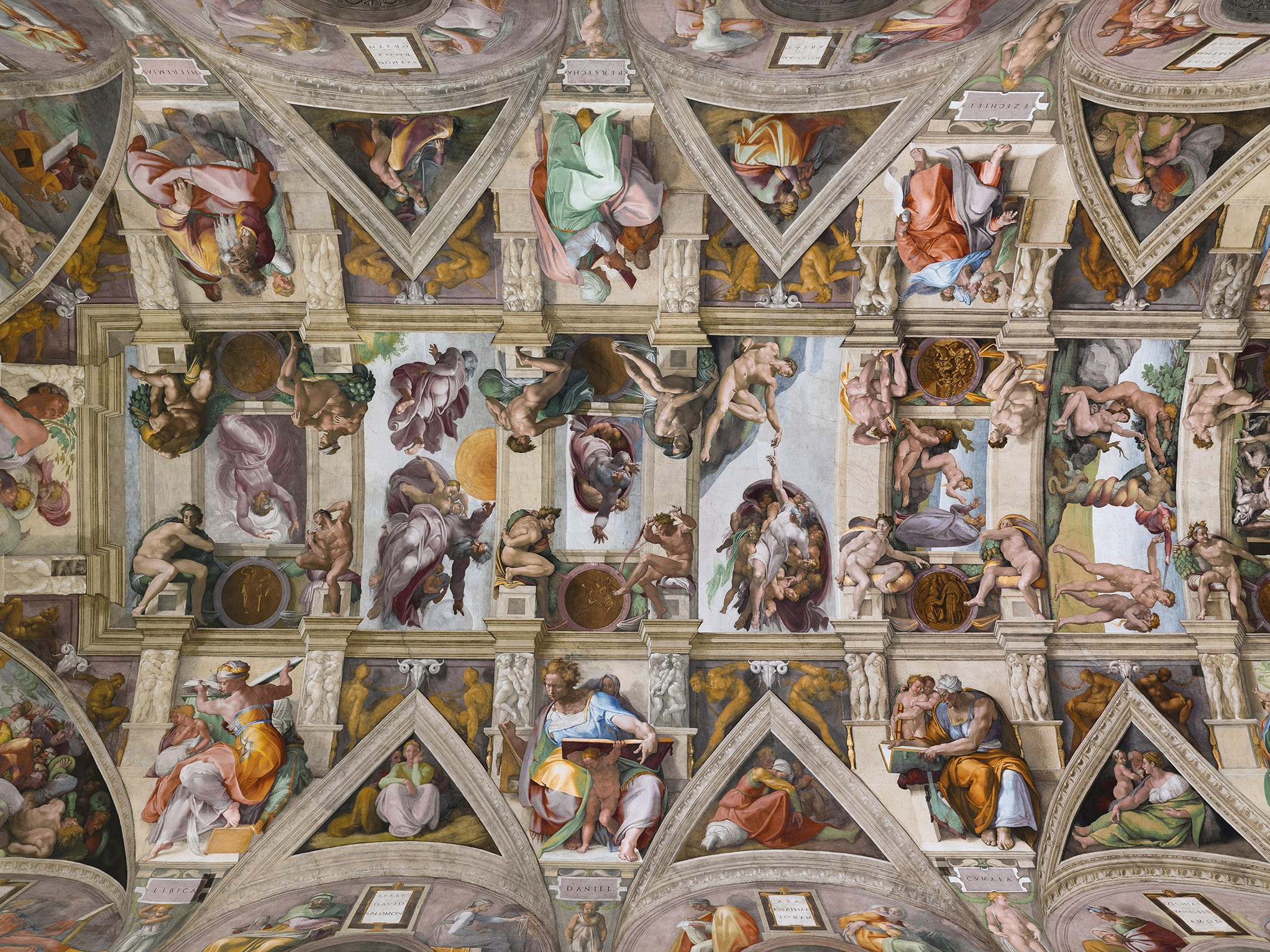
A Sixtus-kápolna mennyezetfreskója (1508–1512)

1505-ben Michelangelo életében óriási változás következett be: II. Gyula pápa Rómába hívta az éppen 30 éves művészt. A pápa hamar felismerte, hogy kettejükben sok a közös vonás: a becsvágy, az erő és akarat, a vágy a monumentális nagyságra. II. Gyula óriási méretű síremlékre vágyott, amelyet a Szent Péter-bazilika kupolája alá helyeztek volna, oda, ahol Szent Péter sírja van. Ha elkészült volna, ez lenne a keresztény világ legnagyobb síremléke. Később a pápa elfogadott egy kevésbé nagyravágyó tervet. Michelangelo csalódott volt, de akkor lett igazán dühös, amikor a pápai kamara nem fizette ki a neki járó pénzt. Dühében elhagyta Rómát és firenzei területre ment. A pápának hamarosan sikerült megbékítenie és visszacsalogatnia. Michelangelo elkészítette a pápa életnagyságúnál nagyobb bronzszobrát egy bolognai templom főbejárata fölé, de a művet a bolognaiak hamarosan megsemmisítették.
Szinte kárpótlásul a síremlék miatt, a II. Gyula 1508-ban megbízta Michelangelót azzal, hogy IV. Szixtusz pápa egykori vatikáni házi kápolnájának falait freskókkal ékítse. Bár Michelangelo erősködött, hogy ő szobrász és nem festő, fiatal kora óta nem festett freskót, a pápát nem lehetett eltéríteni akaratától. Végül megegyeztek: II. Gyula abba, hogy a művész azt fest, amit akar, Michelangelo pedig abba nyugodott bele kissé duzzogva, hogy kifesti a mennyezetet. Mivel a freskófestésben nem volt nagy jártassága, firenzei festőket hívott segítségül. De csakhamar el is küldte őket, mert nem tűrt meg senkit maga mellett munka közben. Így szinte egyedül festette meg négy év alatt a világ legnagyobb mennyezetképét, mely a legnagyobb dicsőséget szerezte neki a kortársak szemében. A hagyomány szerint senkit nem engedett be a kápolnába, amíg a munka tartott, maga a pápa is csak titokban nézhette meg a készülő művet. 1512-ben, Mindenszentek napján leplezték le a freskót, és attól a naptól fogva csodájára járnak az emberek. Michelangelo még egyszer visszatért a Sixtus-kápolnába, hogy 1535 és 1541 között megfesse a csodálatos Utolsó ítéletet, a világ legnagyobb oltárképét, amelyet 1541 karácsonyán lepleztek le.

Remete Szent Antal megkísértése (1487-88 k.)

Ezek a megbízások mind a tervezett síremléktől vonták el a művészt. Közben a tervekből fokozatosan hol ezt, hol azt a részt faragták le. II. Gyula utódait nem nagyon érdekelte elődjük síremléke, saját, személyes munkák terveit dédelgették. A végrendelet végrehajtói viszont állandóan zaklatták Michelangelót. X. Leó pápasága alatt, 1515-16 körül befejezte a Mózest. A pápák lassanként rávették a végrendelet végrehajtóit, hogy egy egyszerűbb síremlékkel elégedjenek meg, így sikerült 40 év után, 1545-ben felállítani az emlékművet.
X. Leó pápa megbízására Michelangelo homlokzatot tervezett a Brunelleschi által épített San Lorenzo-templomhoz, de az építkezés elmaradt. A második Medici pápa, VII. Kelemen őseinek síremlékét ugyan nem sikerült Michelangelónak befejeznie, de hét gyönyörű szobrot faragott hozzá, amelyek talán a legtökéletesebb alkotásai. VII. Kelemen Lorenzo de’ Medici unokaöccse volt, ezért szeretett volna apjának, Giulianónak és nagybátyjának a firenzei San Lorenzo-templomban síremléket készíttetni. Michelangelo ezt a munkát szívesen elvállalta volna, de a pápa két másik Medicinek is készíttetett emlékművet, akiket szintén Lorenzónak és Giulianónak hívtak. Éppen az ő síremlékükön dolgozott, amikor a Mediciek háborúba keveredtek Firenzével, a mester által oly szeretett várossal. Az emlékművön látható a négy napszak allegorikus megtestesítője, a Hajnal, a Nappal, az Alkony és az Éj.
Ezek az 1520 és 1534 között készült síremlékek Michelangelo művészetének legjelentősebb művei közé tartoznak. Ezek után egyre nagyobb gyötrelmet okoztak a személyiségétől távol álló feladatok, tehernek számító megbízások, mint az Utolsó ítélet vagy a Szent Péter-bazilika munkálatai, amellyel 1547-ben bízták meg. Ő lett a bazilika főépítésze, az összes munkálat teljhatalmú irányítója. Nem véletlenül: régebbi firenzei és római templomai, palotái bizonyították rátermettségét.
Azt a tényt, hogy Michelangelo rajong a szép, fiatal férfiakért, Rómában nyílt titokként kezelték. Szerelmei főleg a neki modellt állók közül kerültek ki; volt közöttük előkelő származású ifjú éppúgy, mint férfiprostituált. Michelangelót ezek a kapcsolatok nem egyszer méltatlan helyzetbe hozták: visszaéltek érzelmeivel vagy meglopták. Néhány kutató szerint ezek a szerelmek plátói szinten maradtak, s ennek oka lehetett Michelangelo mély vallásossága, valamint elkötelezettsége a platóni ideák iránt. Annyi bizonyos, hogy magánélete miatt soha nem tört ki körülötte nagyobb botrány.
1532-ben megismerkedett élete legnagyobb szerelmével, egy rendkívüli szépségű fiatal római nemessel, Tommaso de Cavalierivel (1516–1574), akihez több mint 300 szonettet és madrigált írt. Bár a korkülönbség 41 év volt, Cavalieri mindvégig hű maradt a művészhez, s kapcsolatukat Michelangelo szűk baráti köre is természetesnek fogadta el.

### Utolsó évei

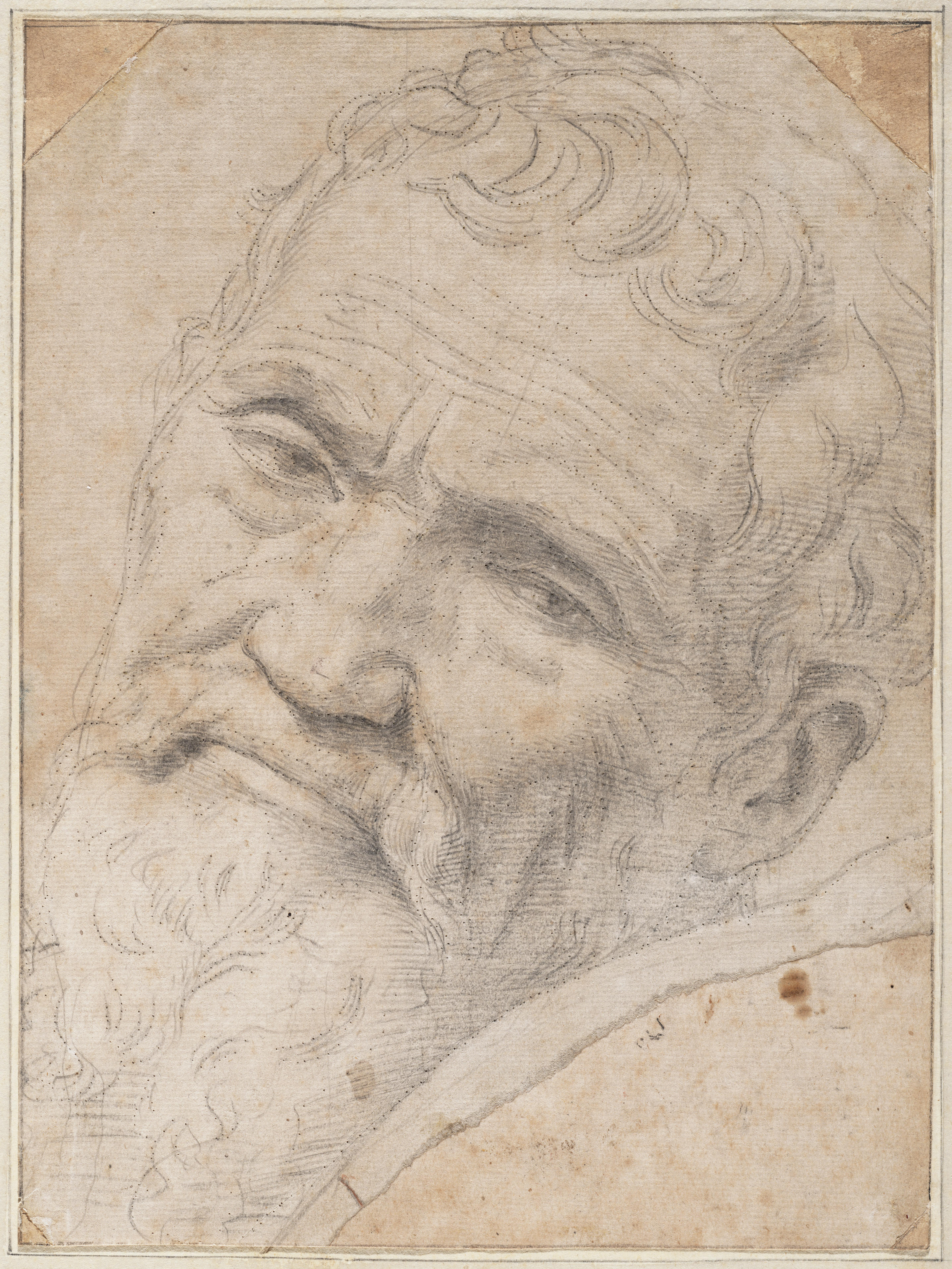
Michelangelo, Daniele da Volterra (1509–1566) rajza

1547-ben súlyos csapás érte legkedvesebb barátnőjének, Vittoria Colonnának halálával, aki híres költőnő, a pescarai őrgróf özvegye volt, Michelangelo művészetének rajongója, a mester gyöngéd lelkű barátja, akihez plátói kapcsolat fűzte. Vittoria ideje legnagyobb részét egy viterbói kolostor magányában töltötte, ahol Michelangelo versekkel és levelekkel árasztotta el. Találkozásaikon inkább eshetett szó vallásról, Isten szeretetéről, mint művészetről, esztétikáról. Michelangelo haláláig hű maradt emlékéhez, tőle merített inspirációt a költészet iránti vonzalmában.
Hosszú öregsége idején misztikus láz vett rajta erőt, ami hozzájárult ahhoz, hogy szinte meggyűlölte művészetét. Valószínűleg emiatt az 1533-as, végleges Rómába költözését követő első 17 évben csak egyetlen szobrot alkotott. Mégis 1550 és 1555 között megfaragta saját síremlékére szánt Pietàját, amelyen Arimathiai József alakjában saját magát mintázta meg. Végül befejezetlenül hagyta, sőt darabokra törte. Helyreállították, és 1722-ben a firenzei dómba került.
Michelangelo lassan mindenkijét elvesztette. Rokonai, testvérei, hű szolgája, Urbino mind előbb haltak meg, mint ő. Egyedül maradt, de utolsó órájáig erős volt, telve akarattal. Halála előtt egész szombaton és vasárnap dolgozott, nem tudva, milyen nap van. Hétfőn belázasodott, ezért nem lovagolt ki, mint rendesen, hanem visszaült a tűz mellé. Három nap múlva, 1564. február 18-án meghalt. Unokaöccse a következő éjszakák egyikén titokban Firenzébe vitette a holttestét, mert a rómaiak nem akarták elengedni. Ott ünnepélyes temetést rendeztek neki a San Lorenzóban, majd mauzóleumot emeltek számára a Santa Croce-templomban.

## Művészete

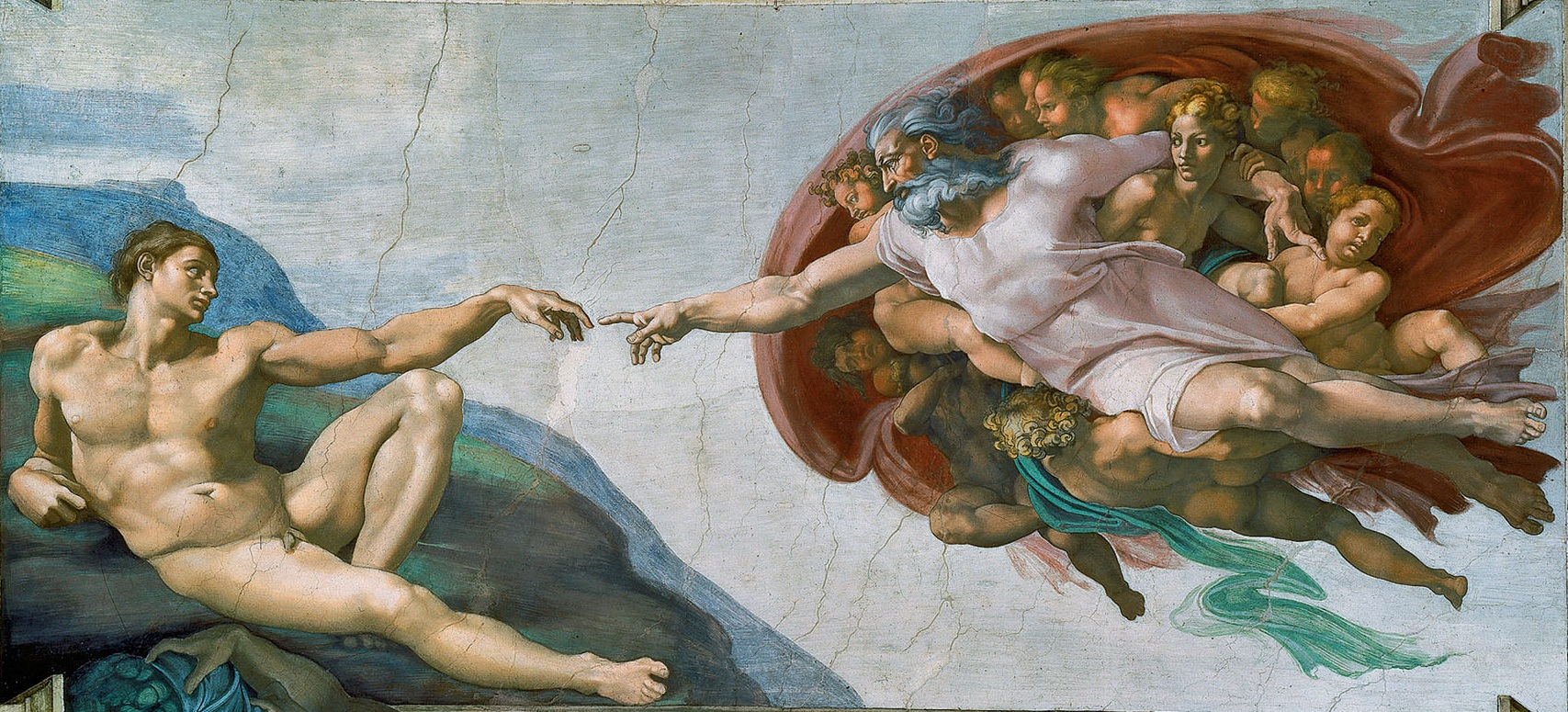
Részlet a Sixtus-kápolna mennyezetfreskójáról: Ádám teremtése (1510)

Aki meg akarja érteni Michelangelo művészi nagyságát, annak meg kell ismernie Michelangelót, az embert.
Fiatal korában két férfi, két teljesen különböző személyiség volt rá meghatározó hatással: Lorenzo de Medici és Savonarola. A Medici-udvarban a platóni akadémia által megismerte a pogány életörömöt, az élet élvezetét, a szépség egyeduralmát. A bölcselő Arisztotelész helyett a költői Platón lett a filozófia egyeduralkodója. Michelangelo sokat tanult itt, a társaságban való részvétele kritikai szellemét élesítette, emberismeretét mélyítette.
Savonarola egészen más elveket vallott. Kikelt minden művészet ellen, amely nem a vallást szolgálja, híveit felszólította, pusztítsák el azokat a festményeket, könyveket, melyek az élet szépségét emelik ki. Michelangelót borongós kedélye, társaságkerülő természete fogékonnyá tették az olyan kérdések iránt, amelyek az élet értelmét, a létezés célját feszegették, de amelyekre választ nem adott senki. Ezért találták szíven Savonarola szenvedélyesen ostorozó szónoklatai a bűnről, eget-poklot idéző felhívása a megtérésre. Míg alakjai a reneszánsz szépségeszményt testesítik meg, hiányzik a világukból az öröm, a boldogság, Michelangelo egyetlen művén sem ábrázolt ilyen érzelmeket. Ezért messze elkülönül a reneszánsz többi művészétől: hiányzik belőle a nyugalom, a szépségérzés, a harmónia. Alkotásainak szereplői mintha minden pillanatban vezekelnének amiatt, mert léteznek.
Mindez Michelangelo lelki alkatából következik. Életrajzírói kemény akaratú, nehéz természetű, tekintélyt nem tisztelő emberként írják le.[forrás?]. („Mindenki fél tőled, még a pápa is” – írta egyik barátja.[forrás?].) Előnytelen külseje miatt kisebbrendűségi érzésekkel küzdött.[forrás?] (Venusti arcképe erősen idealizáltan ábrázolja). Jellemzőek voltak rá a pánikszerű menekülések és a szinte üldözési mániáig fajuló érzések. Egész életében nagyon kevés.[forrás?] hűséges barátja volt, nem tűrt meg maga mellett senkit.[forrás?]. Bár családját szerette s mindig támogatta, hosszú ideig őket sem tudta elviselni. Életének eseményei csak fokozták pesszimizmusát, baljóslatú sejtelmeit. II. Gyula monumentális síremlékének kudarca nagy csapás volt művészetére. Szinte egész életében a pápák szeszélyeinek volt kiszolgáltatva, s ezért nem egy munkája befejezetlen maradt. Kénytelen volt elvállalni olyan feladatokat is, amelyek távol álltak tőle. Az a tény, hogy ezeket a feladatokat is hihetetlen magas művészi színvonalon oldotta meg, Michelangelo zsenialitásáról árulkodik. Örömtelen életének utolsó menedéke a művészet volt: olyan irammal vetette bele magát a munkába, amelynek nincs párja.[forrás?].
Sok gyötrelmet okozott neki homoszexualitása is. Bár másságát nyíltan vállalta, a testi szerelmet Platón tanításainak megfelelően próbálta szellemi síkra terelni. A platóni eszmények és a testi vágy közötti küzdelmét fejezte ki gyönyörű férfiakat ábrázoló szobraiban, festményeiben, vonzalmairól nyíltan szóló verseiben.

### A szobrász

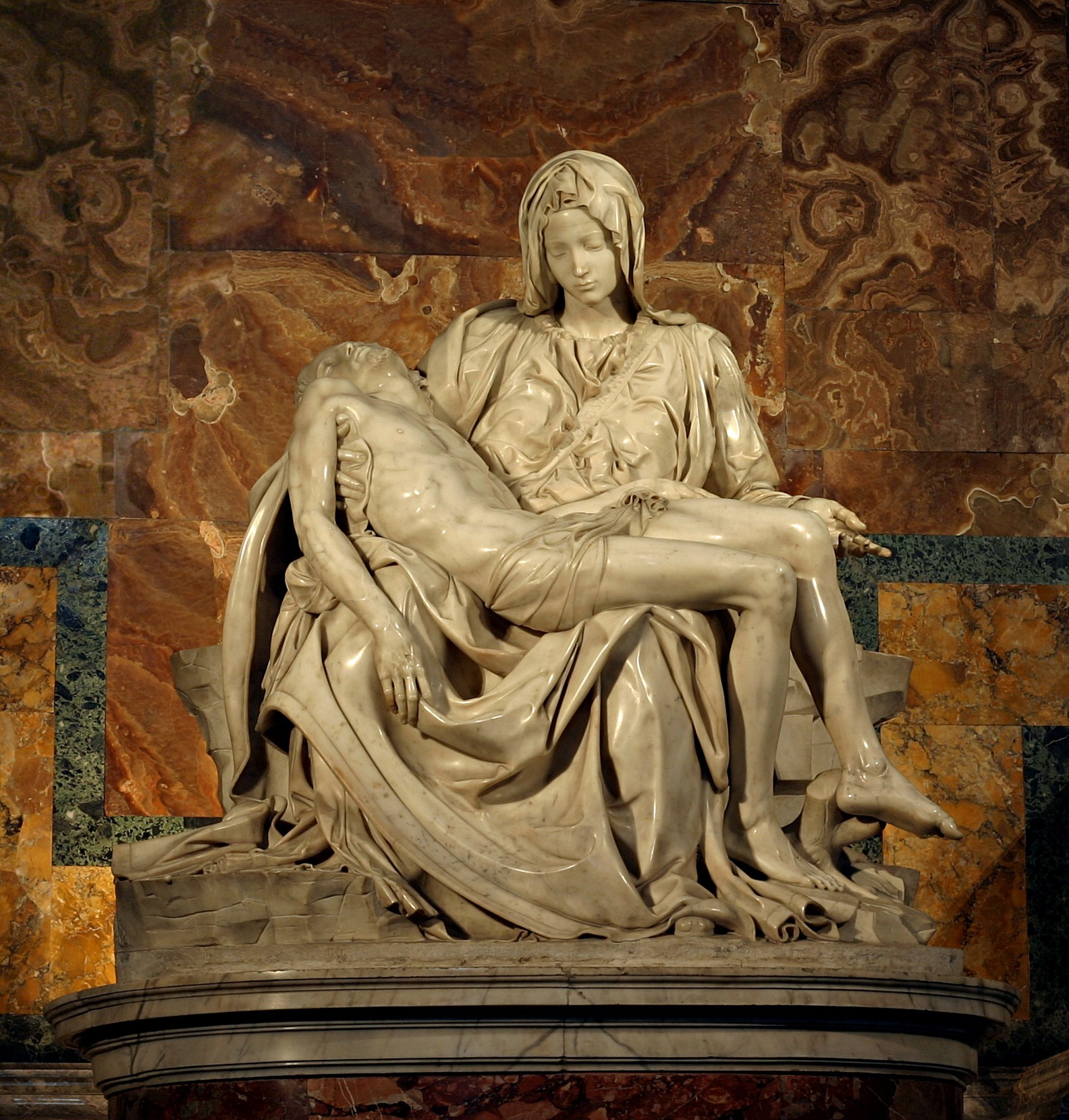
Pietà (1498–99)

Sokan úgy vélik, hogy legnagyobb hatású alkotásait a szobrászatban hozta létre. Munkamódszere egyedülálló. Sohasem vázolt hosszas előkészítő tervet a szobraihoz, csak egy egészen kis mintát nagyolt ki viaszból emlékeztetőnek, azután egyenesen a márványból faragta ki a művet, segédminta vagy modell igénybevétele nélkül.

#### Pietà
Több kisebb mű után az első alkotás, amely meghozta számára a hírnevet, a Jean Bilhères de Lagraulas bíboros megrendelésére készült Pietà (Krisztus siratása) volt. Ez az egyetlen szobor, amelyet Michelangelo a kézjegyével látott el. A Madonna keblén húzódó szalagra ezt véste: MICHELANGELUS. BUONARROTUS. FLORENTINUS. FACIEBAT. (A firenzei Michelangelo Buonarroti készítette).
A Krisztust sirató Mária témáját eddig többször is feldolgozták az itáliai művészek, de Michelangelo az első, aki nem többalakos kompozíciót készített, hanem a kétalakos szoborral egy középkori, az Alpoktól északra kialakult ikonográfiai típust követett: Mária térdén tartja Krisztust, mint egy kisgyermeket. Feltűnő Mária fiatalsága, amit Michelangelo azzal indokolt, hogy Máriának fiatalabbnak kell lennie a Fiúnál, hogy mindörökké Szűznek lássák, Krisztusnak viszont a halála után olyannak kell látszódnia, mint bárki emberfiának. Az anya keserve mellett a másik fő vonás a Mária dúsan redőzött ruházata és Krisztus mezítelensége között feszülő ellentét. Ezen az alkotáson is látszik, hogy a fiatal művész milyen pontosan tisztában volt az emberi test formáival, szerkezetével.

#### Dávid

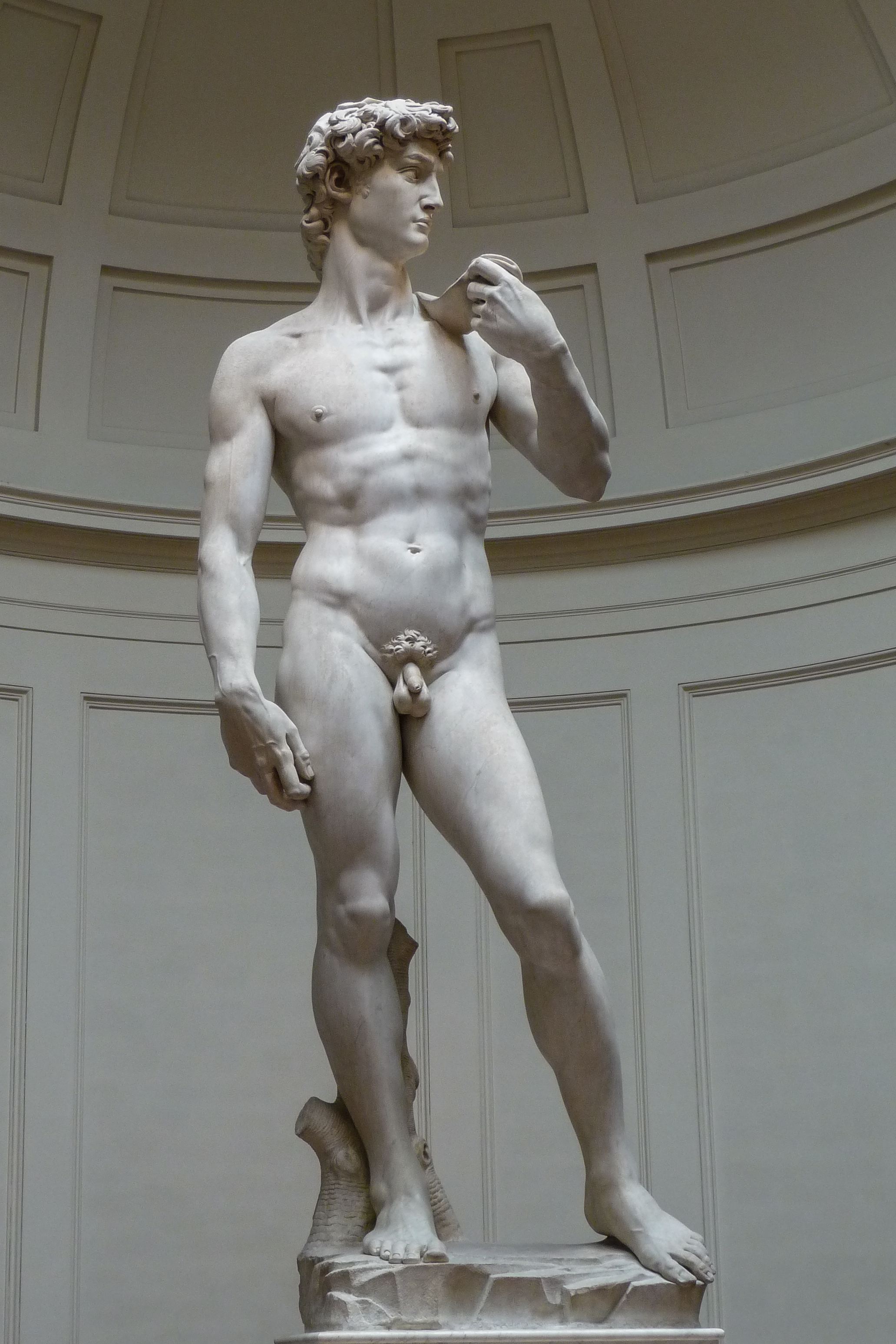
Michelangelo Dávid-szobra, Galleria dell’Accademia, Firenze

Negyven évvel korábban Agostino di Duccio kezdte megmunkálni azt a márványtömböt, amely azóta várta Firenzében, hogy valaki kifaragja. Mikor Michelangelo megkapta a feladatot, azonnal egy nagy problémával találta magát szemben: a követ nem csak megfaragták, hanem át is lyukasztották. Valószínűleg ezért került Dávid testsúlyt nem viselő bal lába olyan ferde helyzetbe. Az elkészült szobor a hagyományokkal ellentétben nem egy fiút ábrázol, kezében Góliát levágott fejével, hanem egy fiatal férfit a harc előtti pillanatokból. A mű a művész egyik legsajátosabb vonását mutatja: az ábrázolt személy cselekvés előtti belső feszültségét látszólagos külső nyugalommal fejezi ki. A ruhátlan emberi test Michelangelo művészetének fő tárgya, érzelmeinek, gondolatainak tolmácsolója. A szobrot eredetileg a firenzei városháza közvetlen közelében állították fel, csak 1873-ban helyezték mai helyére.

#### Mózes

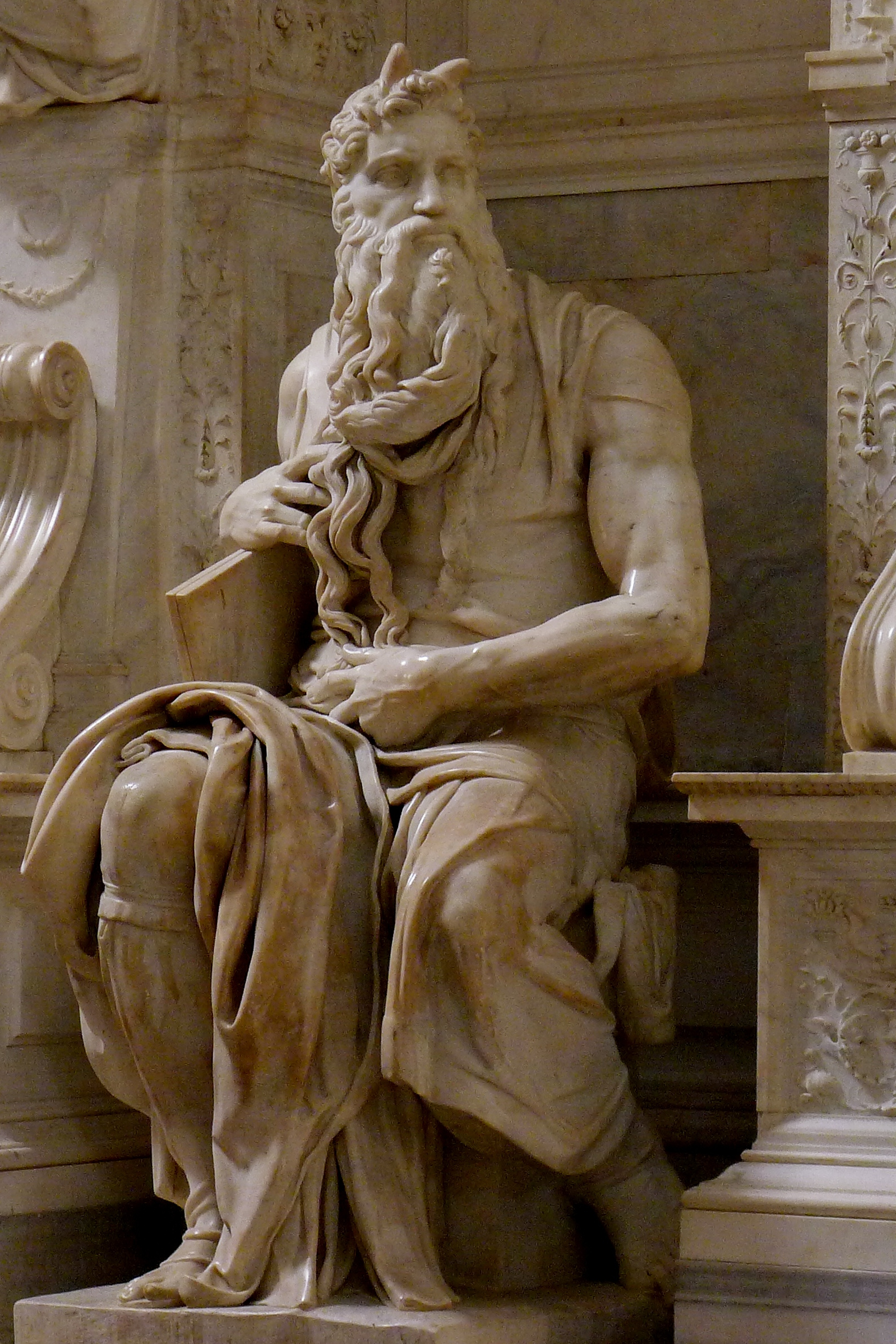
Mózes (1508–1516)

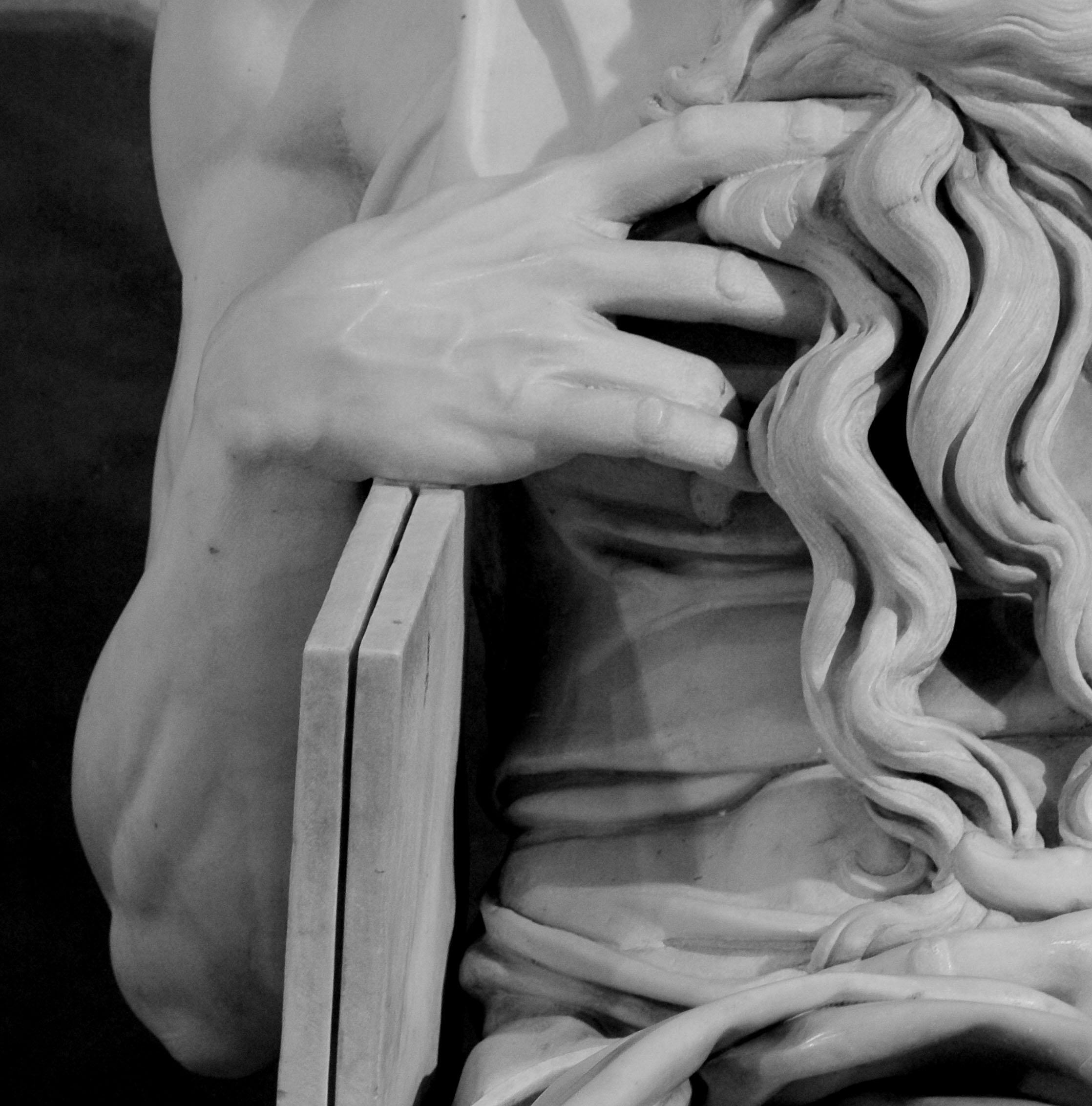
Mózes (részlet)

II. Gyula olyan feladattal bízta meg, amely Michelangelo egész életében a gyötrelmek forrása lett. A monumentális síremlékből mindössze néhány szobor valósult meg, közöttük a michelangelói művészet egyik remeke, a Mózes, amely a római San Pietro in Vincoli-bazilikában található. Mint Dávid szobrán, itt is a kitörés előtti pillanatban ábrázolja a bibliai alakot, a feszültség felső fokában, amikor megtudja, hogy a népe bálványt imád. A szobor felsőteste az alsótesthez képest sokkal erőteljesebb, aminek az az oka, hogy eredetileg magasabban helyezték volna el, így az alsótest nem látszott volna. A szarvak jelenléte pedig a Biblia téves fordításából következik: a fejet körülvevő fénysugarakat (coronatus) szarvaknak (cornutus) fordították. A szarvak jelenléte egyébként csak fokozza az agresszív benyomást. Ehhez a síremlékhez tartozott még két „Rabszolga-szobor”, amelyet eltávolítottak és a párizsi Louvre-ba vittek.
Sigmund Freud 1914-ben külön tanulmányt szentelt Michelangelo Mózes-szobrának. Ebben részletesen elemzi a mű egyes elemeit, különösen a kőtáblák helyzetét, valamint a jobb kéz és a szakáll viszonyát. Konklúzióként cáfolja a szokásos álláspontot, amely szerint a szobor a dühkitörés (és a törvénytáblák földhöz vágása) előtti utolsó pillanatot ábrázolja. Meglátása szerint a megörökített pillanat nem a kirobbanni készülő, hanem a visszafojtott feszültségé: Mózes meglátta, hogy a nép az aranyborjút imádja, és első indulatában valóban fölugrott volna (a bal láb még mindig ugrásra kész), de észrevette, hogy a táblák kicsúszni készülnek a kezéből, és hatalmas önuralommal visszaült: az Istentől kapott Törvény – a kőtáblák – megőrzése fontosabb számára, mint saját indulatának levezetése.

#### Medici-síremlék
A VII. Kelemen által tervezett Medici-síremléket 45 évesen kezdte el, de csak 70 éves korában állították össze elkészült részeit a firenzei San Lorenzo-templom Medici-kápolnájában. A pápa eredetileg négy síremléket akart, de csak kettő készült el, azok is a család kevésbé ismert tagjainak részére. Michelangelo rendkívül kevés portrét készített, közöttük van a két Medicit ábrázoló alkotása. A két kőkoporsó fedelén két-két alak helyezkedik el: Lorenzo de Medicién, Urbino hercegéén a Hajnal női és az Alkony férfi megtestesítője, Giuliano de’ Medicién, Nemours hercegéén az Éj női- és a Nappal befejezetlen férfialakja. Mindannyian az idő múlását jelzik, mely magával ragad az örökkévalóság felé: sötétek, nyugtalanítóak és komorak. Michelangelo az Éj szájába adja híres verssorait:
Aludni jó, és kőből lenni még jobb,
míg szégyen s gyalázat úr a világon.
Mily szerencse: se éreznem, se látnom!
Ne kelts föl hát, s ó! csendesen beszélj ott.
Élete vége felé több Pietàt is készített, amelyeket szinte szétfeszít a fizikai és szellemi szenvedés. Halála után a hagyatékában találtak egy megkezdett szoborcsoportot, amelyet Rondanini Pietànak neveztek el. A két hihetetlenül megnyúlt alak minden másnál megindítóbb együttest alkot.

### A festő
Michelangelo nem volt festő, és soha nem is akarta, hogy annak tartsák. Miután Leonardóval közös megbízatása nem jött létre, nem is foglalkozott festészettel egészen addig, míg II. Gyulának eszébe nem jutott: mi lenne, ha kedvenc szobrásza festené ki a Sixtus–kápolnát.
A festészetben Michelangelo legközvetlenebb elődjének Luca Signorellit tekintik, akinek élete szintén Firenzéhez köthető, de fő műve az orvietói dómban látható Utolsó ítéletet ábrázoló freskóciklus. A kárhozottak testi-lelki szenvedéseit igen szuggesztívan ábrázolta. Kompozícióit nagyvonalúan, felesleges részletezés nélkül alkotta meg, és ezzel felkeltette Michelangelo érdeklődését. De a Szent családot ábrázoló Doni-tondón Michelangelo az érzelmeknek olyan ábrázolását adja, amelyet Signorellinél nem lehetett tapasztalni. Az Agnolo Doni esküvőjére készült képet okkal nevezték festett szobornak: Michelangelo nagy gondot fordított a testek plasztikus ábrázolására.

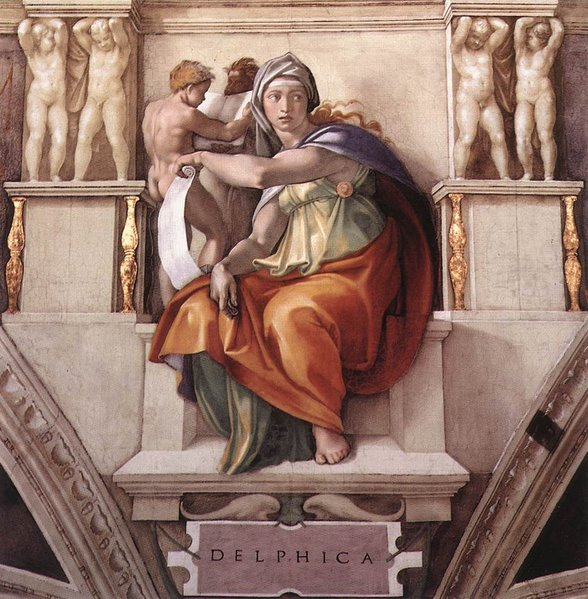
Részlet a Sixtus-kápolna mennyezetfreskójáról: A delphoi szibilla

Michelangelo a Sixtus-kápolna kifestésére szóló megbízást tulajdonképpen a szakmai féltékenységnek „köszönhette”. Donato Bramante, aki féltékeny volt a művész sikereire a pápánál, rábeszélte II. Gyulát, hogy a szobrászt bízza meg ezzel a munkával. Biztosra vette, hogy Michelangelo, akinek nem volt sok gyakorlata a freskófestésben, belebukik. Mivel a pápa jó ötletnek tartotta, Michelangelo kénytelen-kelletlen beleegyezett.
A kápolna egy 48 méter hosszú és 18 méter széles, négyszögű terem, amelynek oldalait a quattrocento híres festőinek freskói díszítették, de a 25 méter magasságban lévő dongaboltozat üres volt. Michelangelo a hatalmas felületet festett hevederívekkel és párkányokkal tagolta, és az így létrejött négyzetes mezőkbe kerültek az egyes kompozíciók. A művész szinte egyetlen ihlető forrása a Biblia volt. A középső freskók a világ teremtését és az ember bibliai őstörténetét ábrázolják. Itt látható a Sixtus-kápolna legismertebb festménye, az Ádám teremtése. Lejjebb váltakozva prófétákat és szibillákat festett a boltcikkelyek közé, akik a nagy, megváltó eseményt várják. Közülük a leghíresebb, leginkább megcsodált A delphoi szibilla. Jónás, a sorban az utolsó próféta, aki a legerősebb látnoki képességekkel bír, az oltár fölé került és felfelé néz. Fölötte ott lebeg az Úr, a világosság és a sötétség szétváló kavargásában.
Michelangelónak sok nehézséggel kellett szembenéznie azon kívül, hogy nem ismerte a freskótechnikát. Amikor már megfestette a boltozat egy részét, azon fehér sóréteg ütött ki, ezért újra fel kellett állványozni. Pénzügyi gondok is hátráltatták a munkáját, mert a pápa a franciákkal hadakozott, és a munkához olykor az anyagi feltételek hiányoztak. A festés befejezése után is sokáig kínozták szembajai.

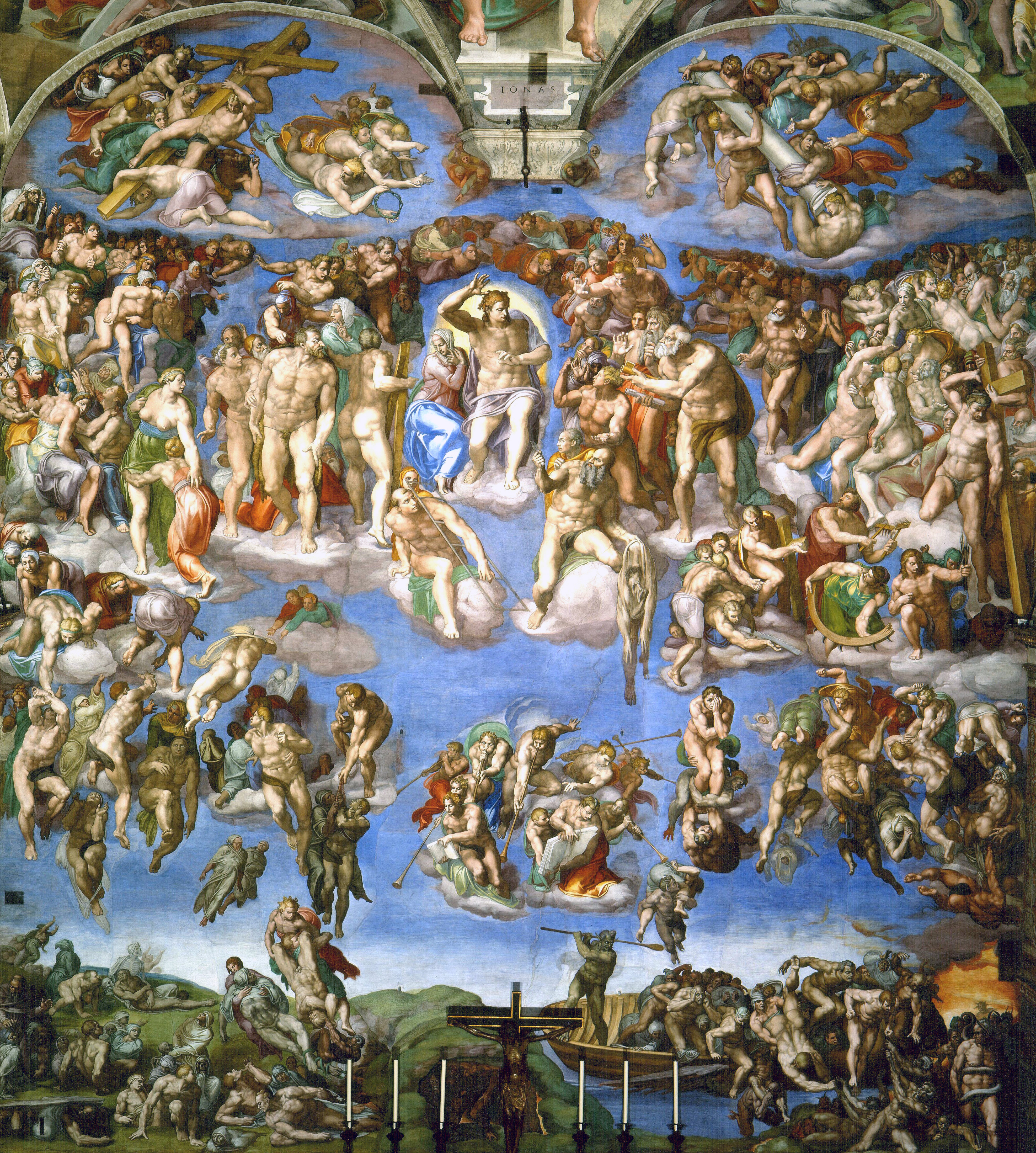
Utolsó ítélet (részlet): Krisztus Máriával (1534–41)

Michelangelo még VII. Kelementől kapott megbízást egy oltárkép elkészítésére, de a pápa halála miatt a kivitelezés elmaradt. A mennyezet kifestése után huszonkét évvel, III. Pál parancsára fogott újra munkába, hogy megfesse az Utolsó ítéletet. Ekkor verték le Pietro Perugino Mózes életét ábrázoló freskóját. Az elkészült mű 17 méter magas, majd 14 méter széles és a 230 négyzetméternyi területen 391 alak látható. Michelangelo Megváltója a képen mint ifjú Jupiter jelenik meg, hogy kezének intésére a gonoszok a mélybe zuhanjanak, és felfelé szálljon a jámborak lelke. Nem véletlenül jegyezték meg az életrajzírók, hogy ez Michelangelo legkevésbé keresztény érzésű műve. Krisztus nem ítélkező, hanem inkább bosszúálló és az egész műről a megváltás optimizmusa helyett az örök kárhozat pesszimizmusa érződik.
Ezzel befejeződött Michelangelo közreműködése a Sixtus-kápolna munkálataiban. A rengeteg kompozíció közvetlen képet ad művészi felfogásáról, stílusáról, amely nem a festő, inkább a szobrász stílusa. Az alakokat egymás mellé rendezte, egyikük sem lép ki a síkból, éppúgy, mint egy domborműben. Tartózkodik a messze hátranyúló tér éreztetésétől, amely szintén a dombormű sajátossága. Egyes alakjai inkább plasztikai, mint festői alkotások, a vezető szerep a rajzé és a formáé, a fény és árnyék alárendelt szerepű. Igazán a mozgó alakok ábrázolásában érezte jól magát, éppen úgy, mint egy szobrász.

### Az építész
Ha Michelangelo nem tartotta magát festőnek, építésznek talán még kevésbé. Mégis a híres firenzei építészek mind az ő köpenyéből bújtak ki, az ő stílusában dolgoztak.
A firenzei származású pápák nem csak Róma, hanem városuk érdekében is adtak neki megbízásokat. Bár a X. Leó által adott megbízás csak a tervezésig jutott el, VII. Kelemen ragaszkodott hozzá, hogy Michelangelo építse meg a firenzei Biblioteca Laurenziana épületét a San Lorenzo-kolostorban. A munka 1525-ben kezdődött, de csak Michelangelo távozása után fejeződött be. Az ő szóbeli utasításai alapján folytatta az építkezést Giorgio Vasari, Niccolò Tribolo és Bartolommeo Ammannati. Az épület tökéletes példája a díszítés és az építészet egységének. Különös épület szűk, magas terével, falba mélyesztett kettős oszlopaival, amelyeknek a motívumát talán egy római síremlék sugallta.
A következő nagyobb munkája Rómában volt, a Palazzo Farnese befejezése. Az építkezést Antonio da Sangallo kezdte el, de miután elkészült a földszinttel és az első emelettel, 1546-ban bekövetkezett halála miatt az építkezést Michelangelo folytatta, megváltoztatva Sangallo terveit. A változtatások a külső homlokzaton a legszembetűnőbbek, de neki köszönhető a második emelet gyönyörű ablaksora is.

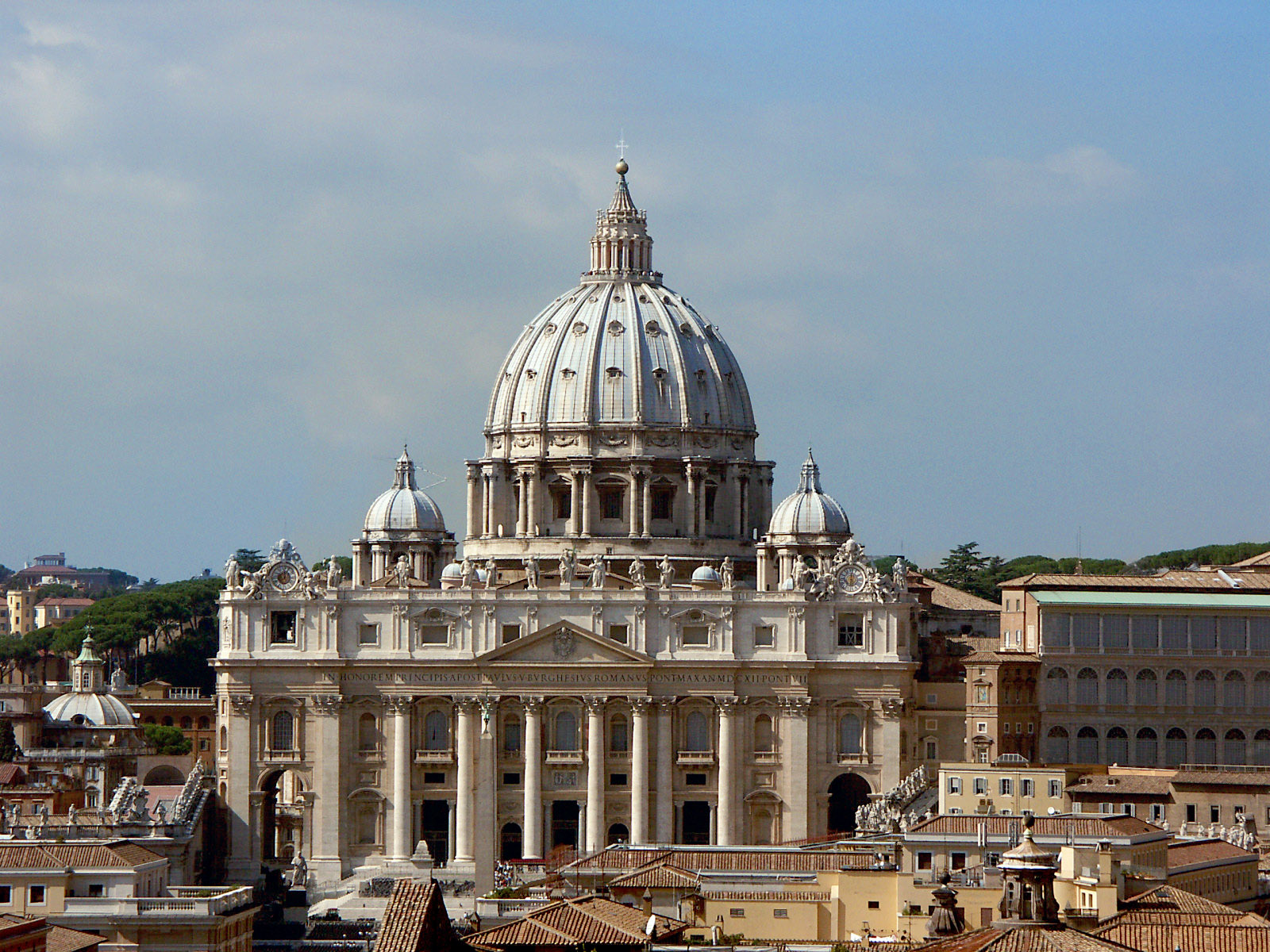
A Szent Péter-székesegyház

Ezután következett élete építészeti főműve, a Szent Péter-bazilika kupolája és apszisa. A megbízást eredetileg Bramante kapta, de ő 1514-ben meghalt. Utána Raffaellót bízták meg, de ő nem volt a legmegfelelőbb személy erre a munkára. Halála után Antonio da Sangallo folytatta az építkezést, és miután ő is meghalt, nem volt, aki a kivitelezést vezesse. Így lett pápai parancsra Michelangelo a székesegyház építésének vezetője. A művész a szerződésben kikötötte, hogy minden ellenszolgáltatás nélkül, kizárólag Isten iránti szeretetéből szolgálja az egyházat. Erre azért volt szükség, hogy a tervek megváltoztatása miatt a megvesztegethetőség minden gyanúját eloszlassa.
Michelangelo elsősorban a tervek egyszerűsítésére törekedett, elhagyta azokat az elemeket, amelyek gyengíthették a falak teherbíró képességét, ugyanis a kupolát teljesen áttervezte. Bramante a Pantheonra emlékeztető kupolát tervezett, amely belülről gyönyörű, de kívülről nem túl látványos. Michelangelo kupolája a firenzei dóméra hasonlít, így amit elvett a terjedelemből, visszaadta magasságban. Már nem érte meg a kupola felépítését, de fennmaradt részletes terve, amely alapján kisebb változtatásokkal felépítették. Ma ez a kupola jellemzi leginkább a székesegyházat hatalmas, 131 méteres magasságával. Olyan nagy hatással volt a későbbi építészekre, hogy nagyon sok helyen felhasználták szerkezeti megoldásait.
Nemcsak a kupola, hanem a homlokzat kivételével a székesegyház teljes külső képe Michelangelo műve. Az apszis mutatja leginkább építészeti stílusát, félköríves falain végigfutó attikájával, a világi építészetből származó, de hatalmas méretű ablakaival, balkonjaival. Az építészek hosszú sorából talán egyedül Michelangelo volt képes arra, hogy a Szent Péter-székesegyház épületét igazi vallásos szellemmel hassa át.

### A költő

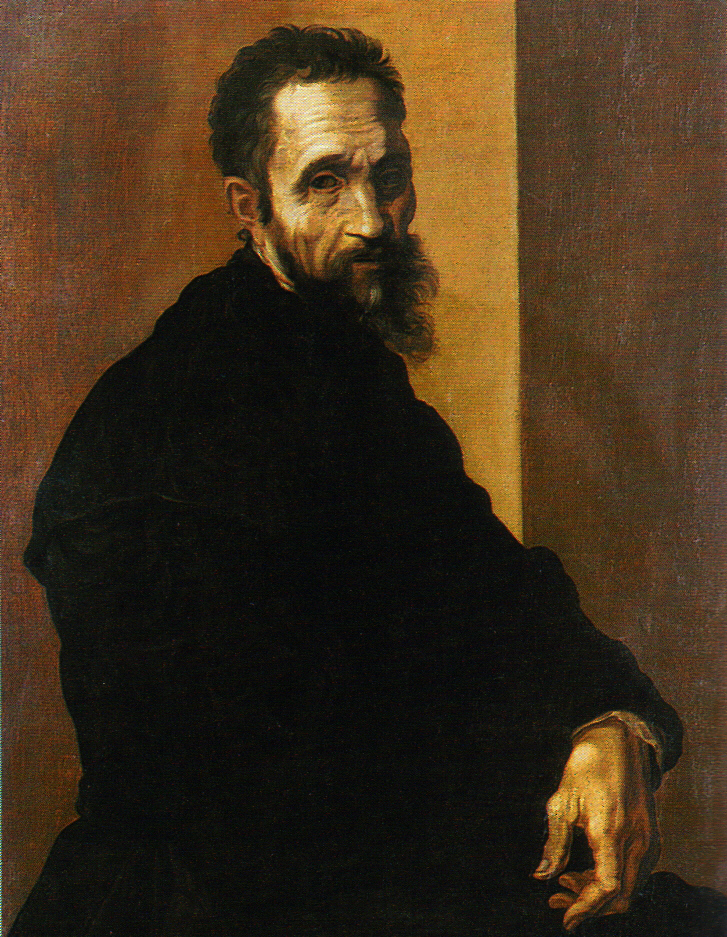
Michelangelo arcképe (1535 körül)

Látszólag nem sokra becsülte verseit, legalábbis ez tetszik ki barátainak írt leveleiből. De a fáradhatatlan javítás, csiszolgatás arra vall, hogy inkább csak elégedetlen volt velük, mint annyi mással élete folyamán. Van verse, mely nyolc formában is fennmaradt. Bár a szavak világában nem mozgott olyan biztonsággal, mint más művészetekben, versei nem elhanyagolható részét képezik életművének.
Fiatalabb éveiből nem maradt ránk sok műve, mert 1518-ban hirtelen indulattól vezérelve megsemmisítette őket. Ami az utókorra maradt, az is felbecsülhetetlen ritkaság az irodalom világában: Michelangelo az öregkor költője. Követhetjük életét az időskori szerelmektől a késő öregkori zsoltárokig.
Két nagy költő hatott a költészetére: Dante és Petrarca. Egykorú tanúságok szerint Dante írásainak legjobb ismerői közé tartozott, kedves olvasmánya volt az Isteni színjáték, tehetségének rokonsága is hozzá vonzotta. Petrarca művészetével a Medici-udvarban ismerkedett meg: Lorenzo de Medici célja a nemzeti nyelvű költészet volt, és ehhez mintaképül nem is kínálkozhatott más, mint Petrarca lírája. Ez lett az újplatonizmus költői nyelve; már nem a szerelmi élmények természetes kifejezésmódja, hanem inkább versszerző technika.
Michelangelo nem tartozik a könnyen befogadható költők közé, bár témái nem túl változatosak: szerelem, szépség, művészet, halál. Bőven vett át példaképeitől elemeket, de költészete jellegzetesen michelangelói, zord felségességével, nagy indulataival, hatalmas szenvedélyeivel, nyers formáival.
Legkorábbi verse 1504-1505-ből maradt fenn, de nem tudjuk, kihez írta. Sok versét írta szerelmeihez, elég, ha csak a Cavalierihez írt több mint 300 versét említjük. Különleges helyet foglal el költői életművében a (Francesco) Cecchino Bracci síremlékére írt 48 epigramma. A fiatal fiú 15 éves korában halt meg, alig egy évvel megismerkedésük után. Nem valószínű, hogy Michelangelót szerelem fűzte az ifjúhoz, inkább arról lehet szó, hogy központi helyet foglalt el a Rómában élő firenzei menekültek összetartó társaságában. Hirtelen halála mély szomorúságot keltett a száműzöttekben, és ez a szomorúság az akkor divatos költői stílusban nyert kifejezést. Michelangelót kérték fel a síremlék megépítésére, és az két év múlva el is készült. Az epigrammák ez alatt a két év alatt íródtak.
Vittoria Colonnához fűződő barátsága tíz éve alatt sok szonettet írt az asszony számára. Michelangelo a marchesa „isteni szellemébe szerelmes volt; szíves viszontszeretetre talált nála” (Condivi). Az asszony halála soha el nem tűnő űrt hagyott az életében.
Michelangelo költeményeit először dédunokaöccse, az ifjabb Michelangelo adta ki Firenzében, 1623-ban, de előzőleg eltüntetett mindent a versekből, ami férfiszerelemre, főleg Cavalierire utalhatott. A költő versei sokáig ebben a meghamisított formában terjedtek el, egészen 1863-ig, amikor Cesare Guasti kiadta Michelangelo költeményeit eredeti szövegükkel. Ez alapján jelent meg Carl Frey kritikai kiadása Berlinben 1897-ben. Máig ez az alapja minden Michelangelo-kiadásnak.

## Életrajzírói

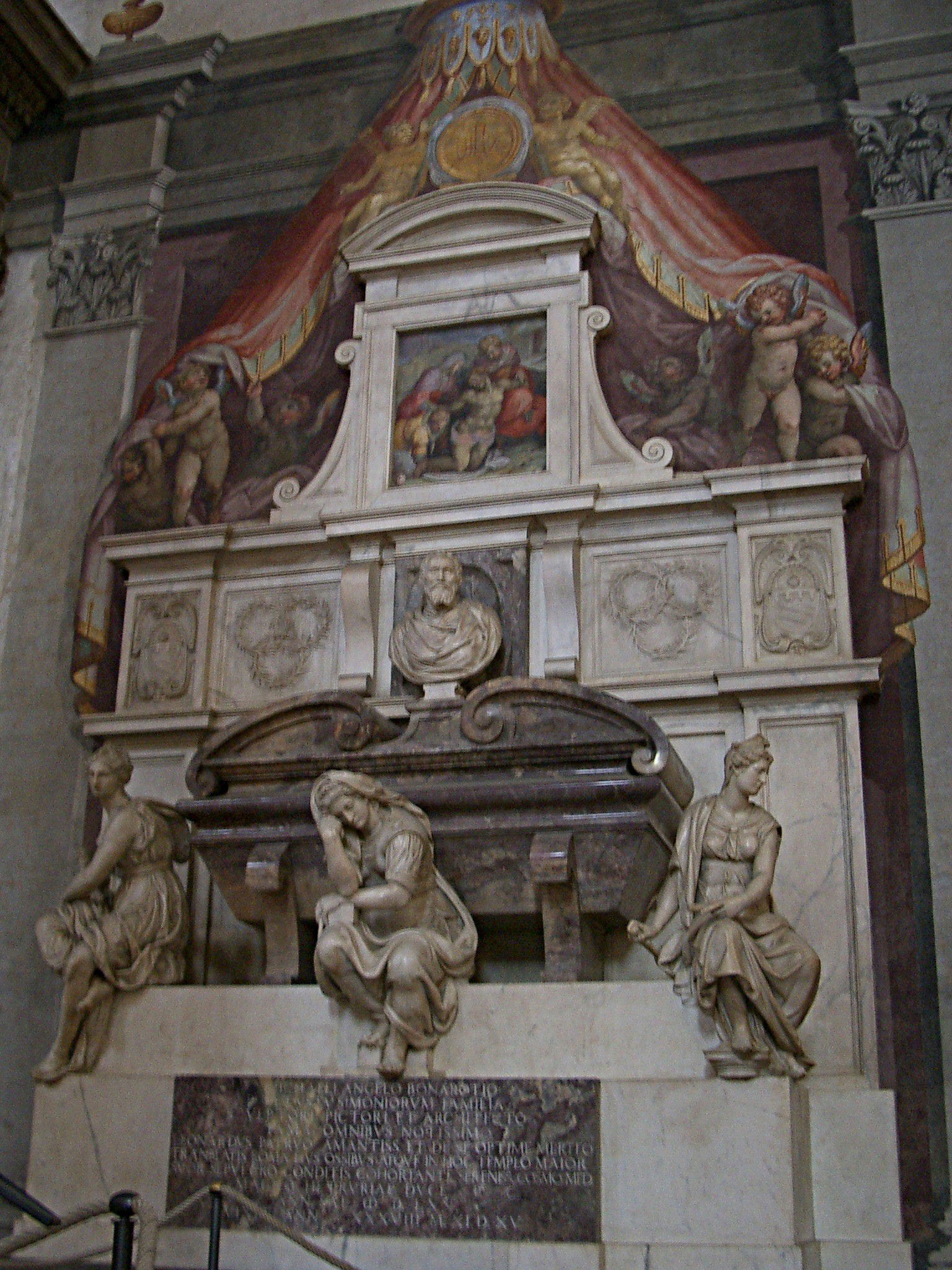
Michelangelo síremléke Firenzében, Giorgio Vasari alkotása

Két kortársa is megírta Michelangelo életrajzát. Az egyikük Ascanio Condivi, akinek életrajza még Michelangelo életében megjelent; a mester esetleg belejavíthatott a szövegbe. Condivi egyszerű, becsületes ember volt, képtelen a tények elkendőzésére.[forrás?]. Vidéki földbirtokos fiaként Rómába ment, és ott a művészetekkel ismerkedett. Ekkor találkozott Michelangelóval, és sok-sok átbeszélgetett óra eredményeként írta meg a könyvet, amikor apja halála után vissza kellett térnie birtokára.
A másik író Giorgio Vasari volt, akinek A legkiválóbb festők, szobrászok és építészek élete című munkája fontos forrásmunka sok 13–16. századi itáliai művész életrajzához. Michelangelo mint eszményített barát és jótevő iránt abszolút tisztelet élt benne. Sok részletet vett át Condivi könyvéből, de – lévén pletykás természet és udvari festő – sokszor túloz, és olyan eseményeket is elmond, amelyekről Condivinek esetleg nem lehetett tudomása.
Ezenkívül sok kortársának maradt fenn levelezése.[forrás?], sőt Michelangelo saját levelezése is, amelyet unokaöccse gyűjtött össze.

## Fő művei

### Szobrai

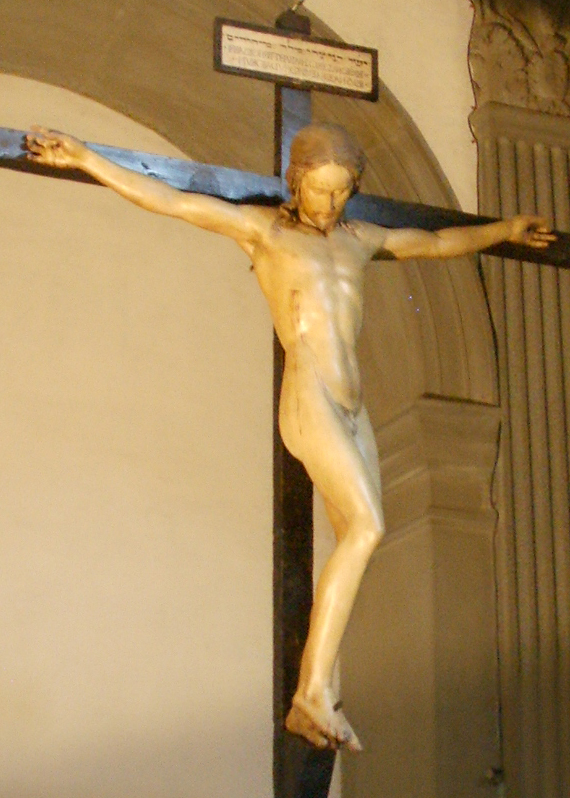
Michelangelo: Crucifix, Santa Maria del Santo Spirito, Firenze

- Lépcsős Madonna  (1491 körül) – márvány, 55,5 x 40 cm, Casa Buonarroti, Firenze
- Kentaurok harca  (1492 körül) – márvány, 84,5 x 90,5 cm, Casa Buonarroti, Firenze
- Crucifix  (1492) – fa, 142 x 135 cm, Santa Maria del Santo Spirito, Firenze
- Szent Petronius  (1494-1495) – márvány, magassága 64 cm, San Domenico di Bologna, Bologna
- Szent Proclus (1494–1495) – márvány, magassága 58,5 cm, San Domenico di Bologna, Bologna
- Angyal  (1494–1495) – márvány, magassága 51,5 cm, San Domenico di Bologna, Bologna
- Bacchus  (1496–1497) – márvány, magassága 203 cm, Museo Nazionale del Bargello, Firenze
- Pietà (1498–1499) – márvány, magassága 174 cm, alappal együtt 195 cm, Szent Péter-bazilika, Vatikán
- Palestrina Pietà (?) – márvány, magassága 253 cm, Galleria dell’Accademia, Firenze
- Madonna gyermekével vagy Bruges-i Madonna (1501–1504) márvány, magassága 128 cm, Notre-Dame, Bruges
- Szent Pál (1503–1504) – márvány, Duomo di Siena, Siena
- Szent Péter (1503–1504) – márvány, Duomo di Siena, Siena
- Piusz (1503–1504) – márvány, Duomo di Siena, Siena
- Madonna és a gyermek Szent Jánossal (1503 k.) – márvány, magassága 82,5 cm, Royal Academy of Arts, London
- Pitti-tondo (1503 k.) – 85,8 x 82 cm, Museo Nazionale del Bargello, Firenze
- Szent Mátyás (1505 k.) – márvány, magassága 271 cm, Galleria dell’Accademia, Firenze
- II. Gyula pápa síremléke 1505, 1513, 1516, 1525–6, 1532 és 1542
  - Mózes (1513-15 k.) San Pietro in Vincoli, Róma
  - Lázadó rabszolga (1513–1516) Louvre, Párizs
  - Haldokló rabszolga (1513–1516) Louvre, Párizs
  - Győzelem (1532-34 k.) – márvány, magassága 261 cm, Palazzo Vecchio, Firenze 
  - Fiatal rabszolga, Szakállas rabszolga, Atlasz, Ébredő rabszolga, Galleria dell’Accademia, Firenze
  - Ráchel
  - Lea
- A Medici Kápolna (1520–1534) Basilica di San Lorenzo di Firenze, Firenze
  - Giuliano de’ Medici sírja, Éjszaka és Nappal
  - Lorenzo de’ Medici sírja, Alkony és Hajnal
  - Madonna gyermekével
- Dávid (1504) – márvány, magassága 434 cm, Galleria dell’Accademia, Firenze
- Apollo (David) (1530 k.) – márvány, magassága 146 cm, Museo Nazionale del Bargello
- Cristo della Minerva (1519–1520) – márvány, magassága 205 cm, church of Santa Maria sopra Minerva, Róma
- Brutus (1540) – márvány, magassága 95 cm, Museo Nazionel del Bargello, Firenze
- Firenzei Pietà (1550 k.) – márvány, magassága 253 cm, Museo dell'Opera del Duomo, Firenze
- Rondanini Pietà (befejezetlen, 1552–1564) – márvány, magassága 195 cm, Castello Sforzesco, Milánó

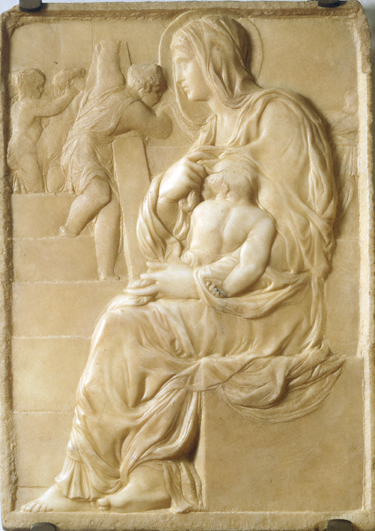
Lépcsős Madonna (1490–1492), Michelangelo első munkája
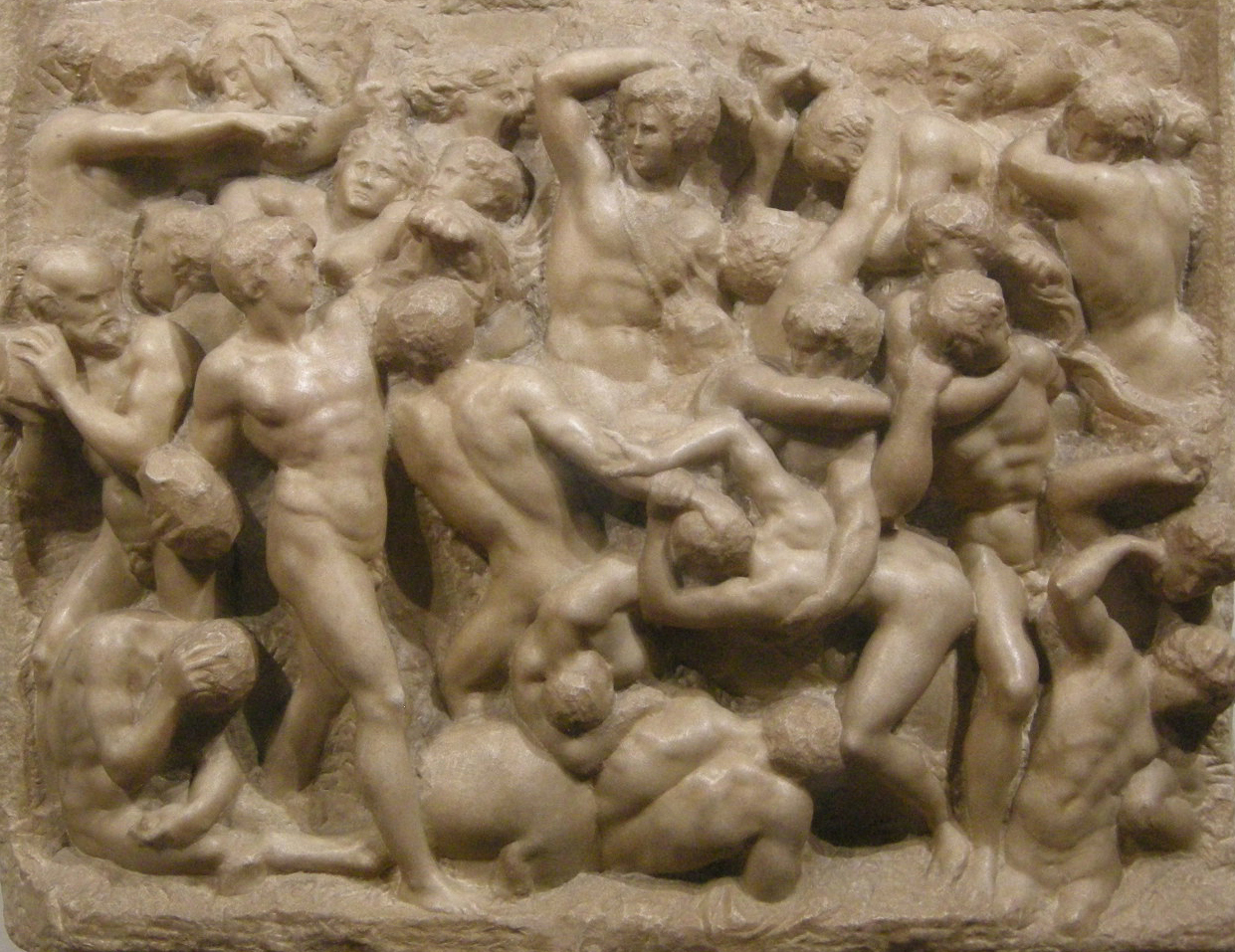
A kentaurok csatája (1492)
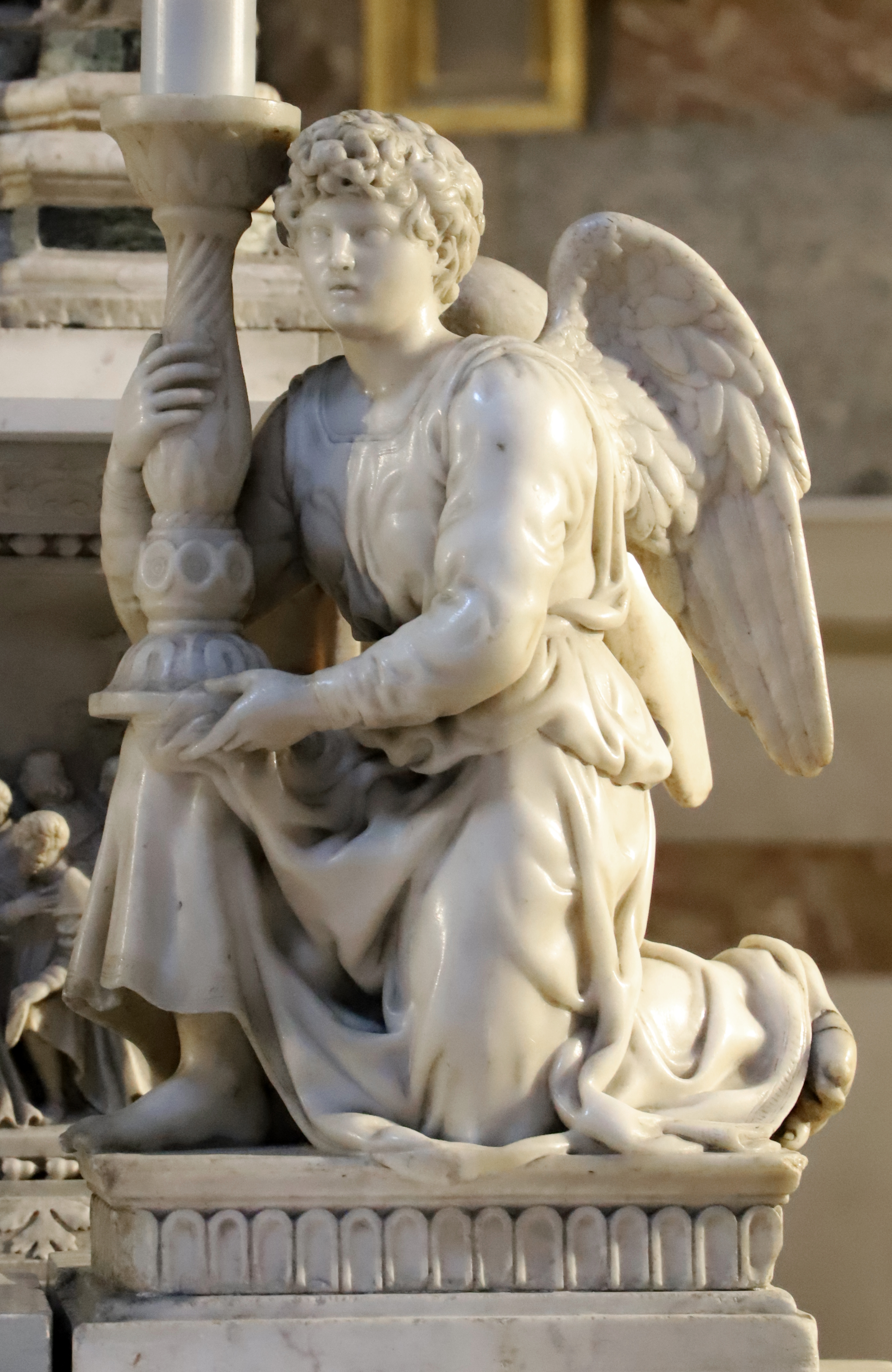
Angyal (1494-95)
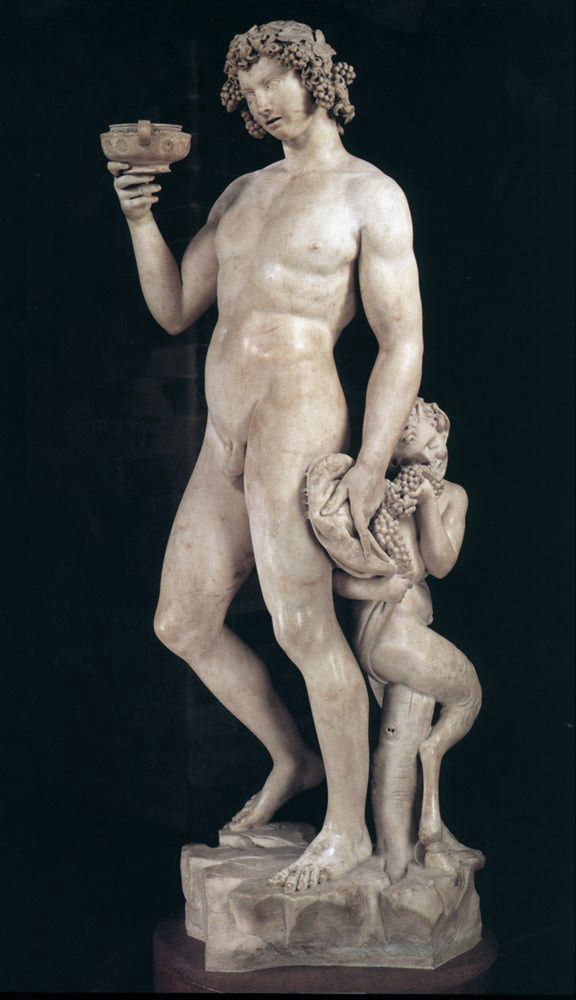
Bacchus (1496–97)
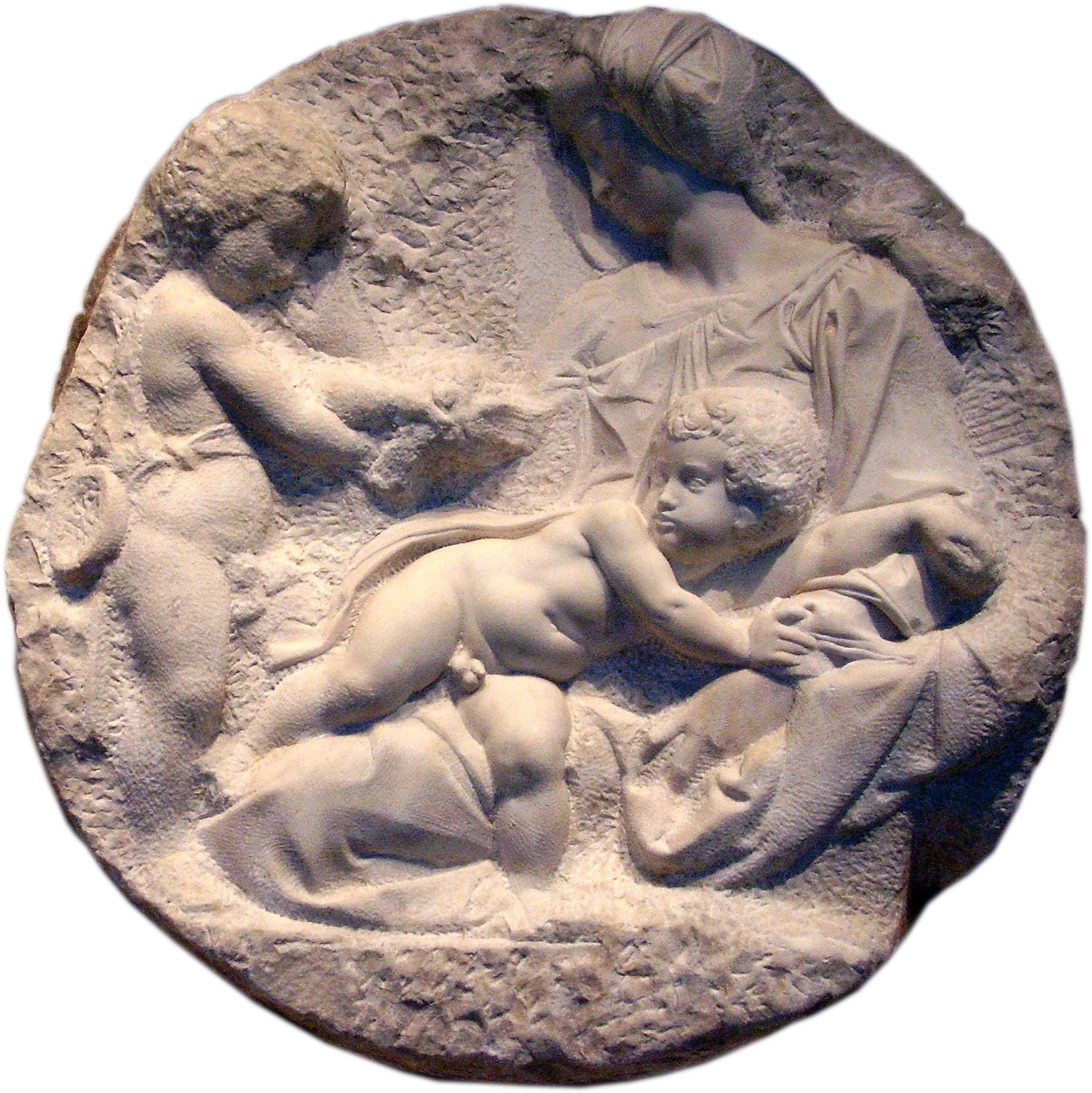
Taddei Tondo (1502)
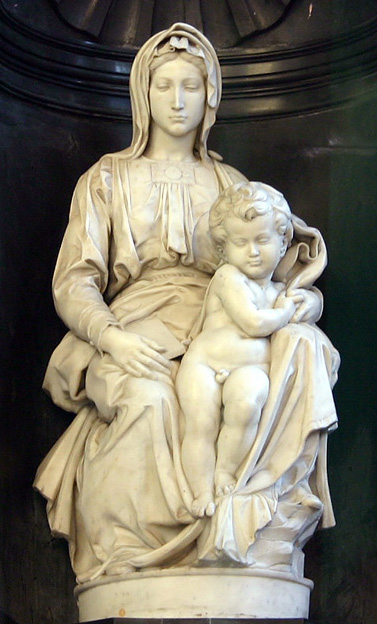
Madonna gyermekével vagy Bruges-i Madonna (1504)
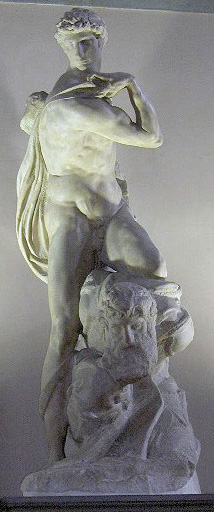
A győzelem szobra, Palazzo Vecchio, Firenze, (1534)
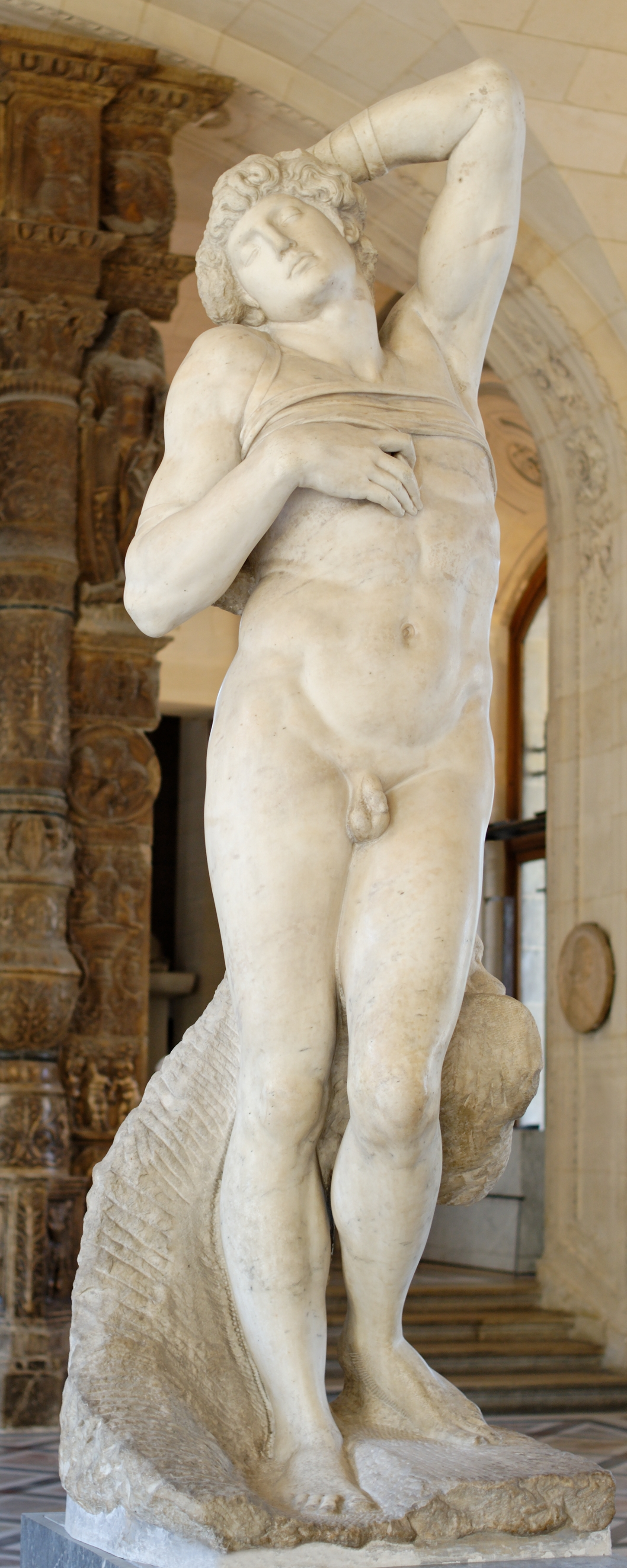
Haldokló rabszolga
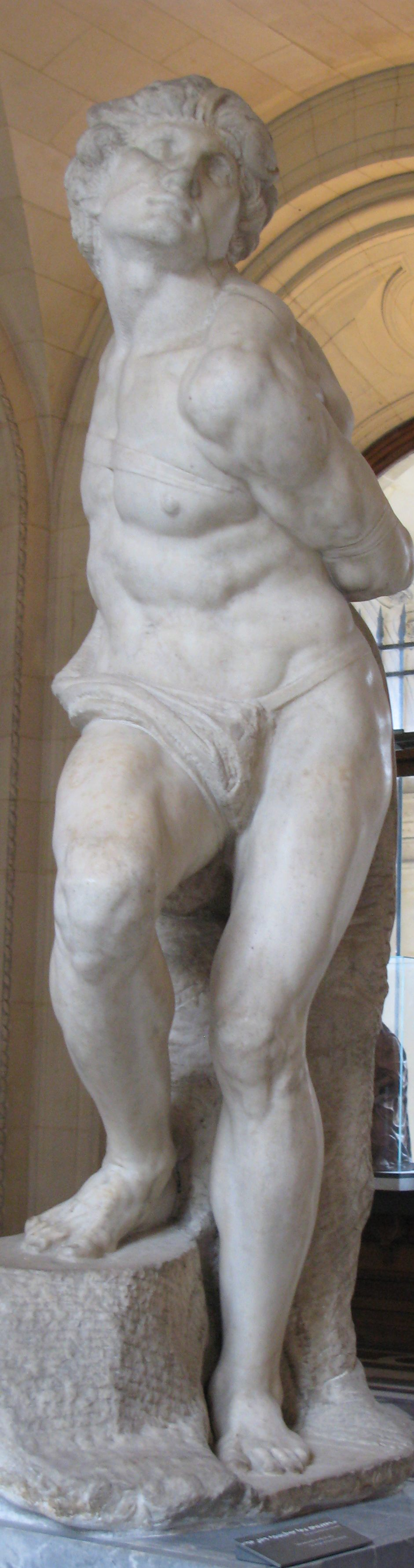
Lázadó rabszolga
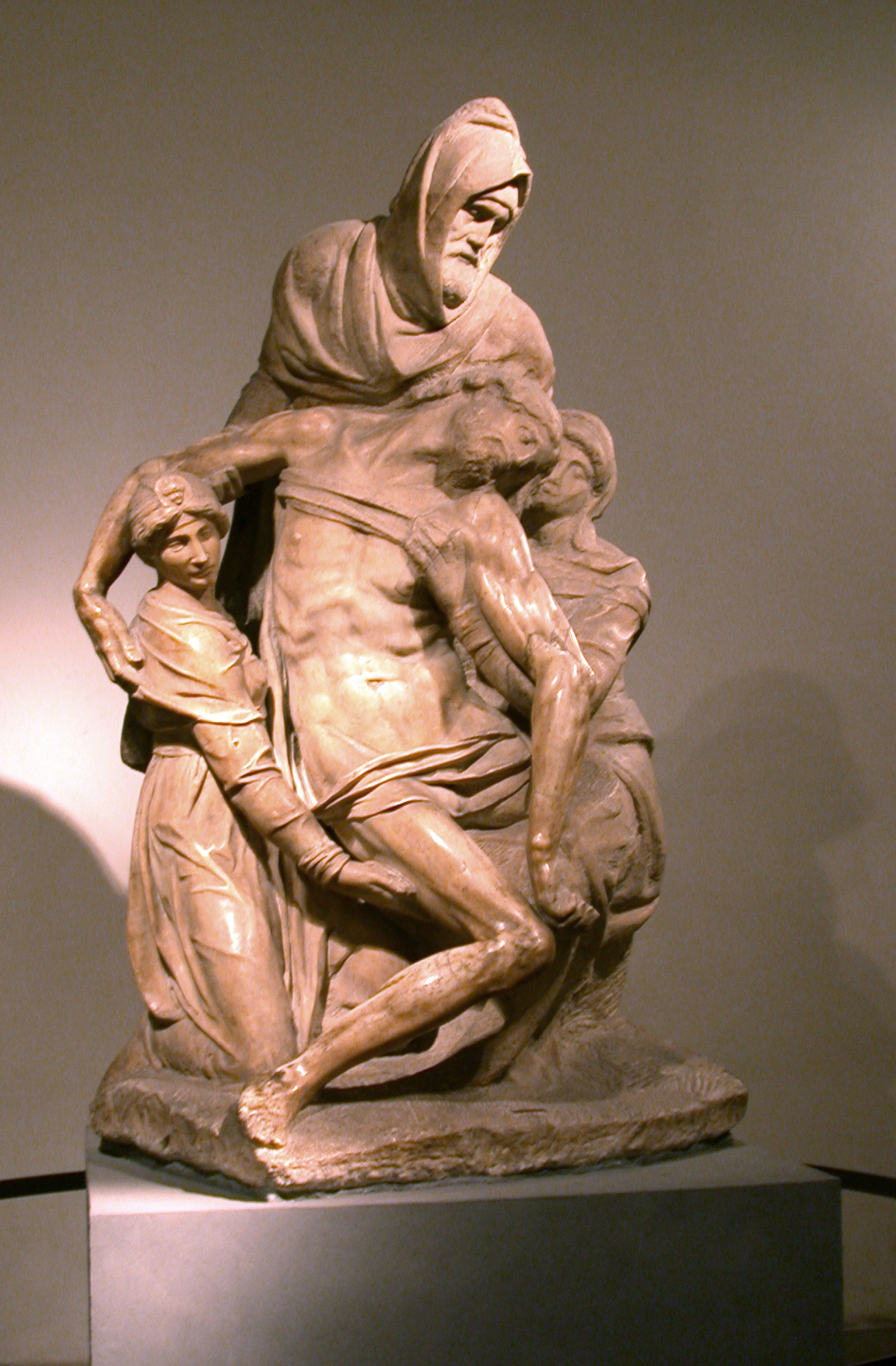
Pietà
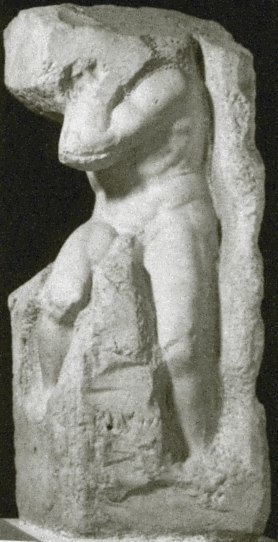
Atlas (1530–34)
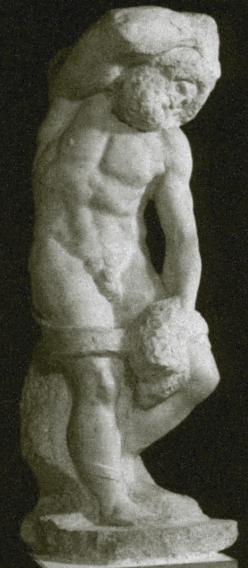
Szakállas rabszolga (1530–34)
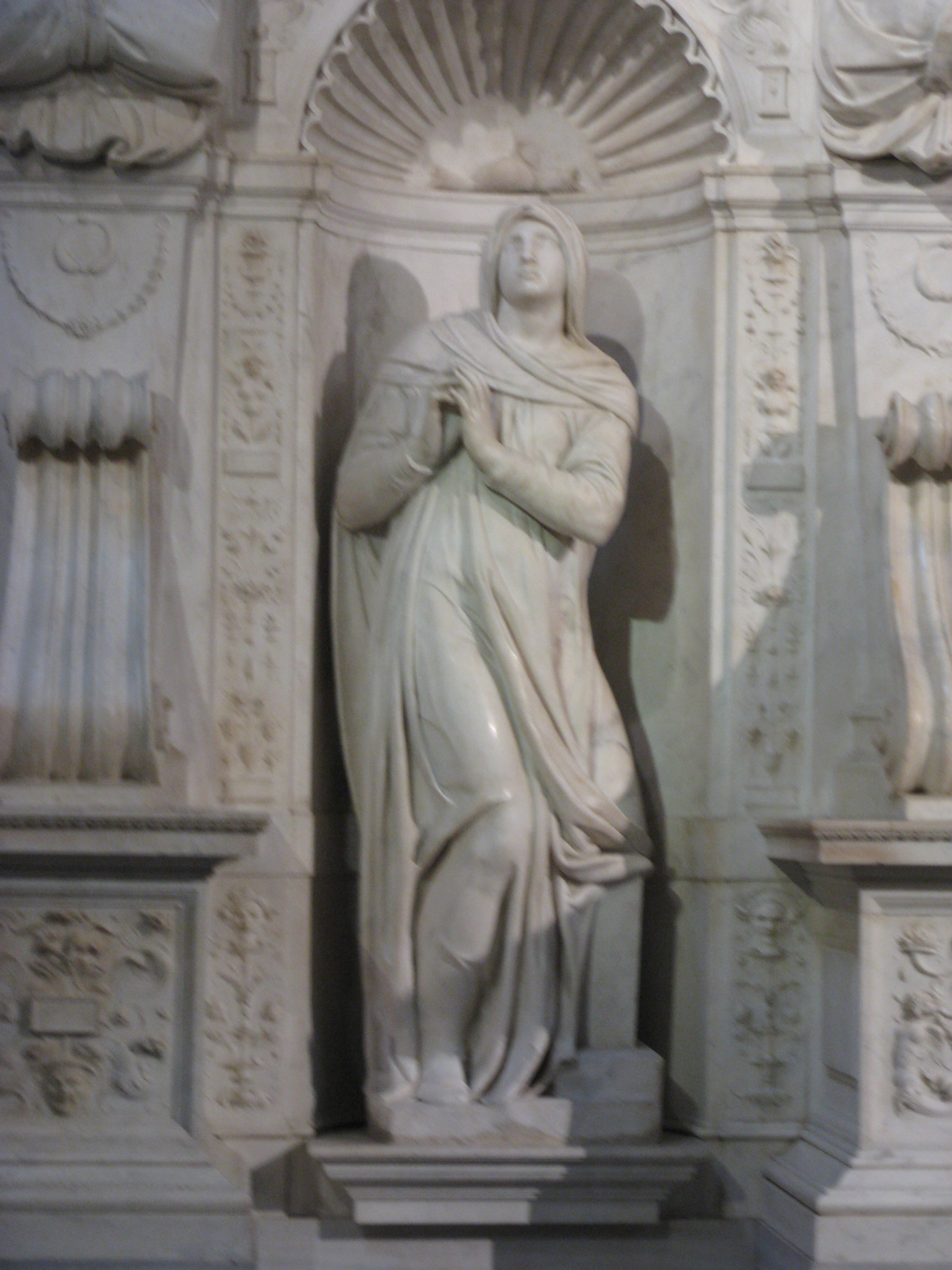
Rachel, II. Gyula síremléke
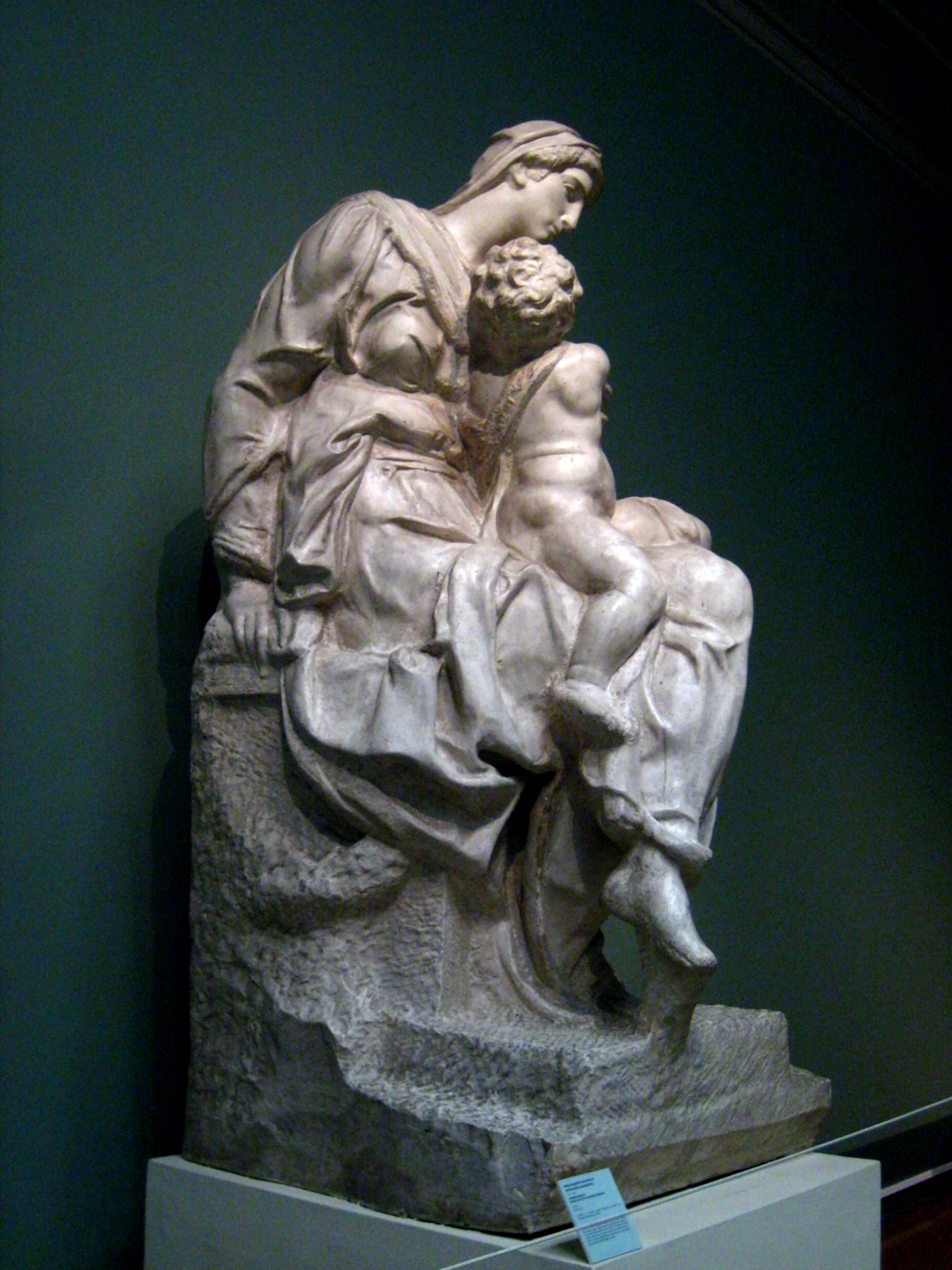
Madonna Medici  (Puskin múzeum)
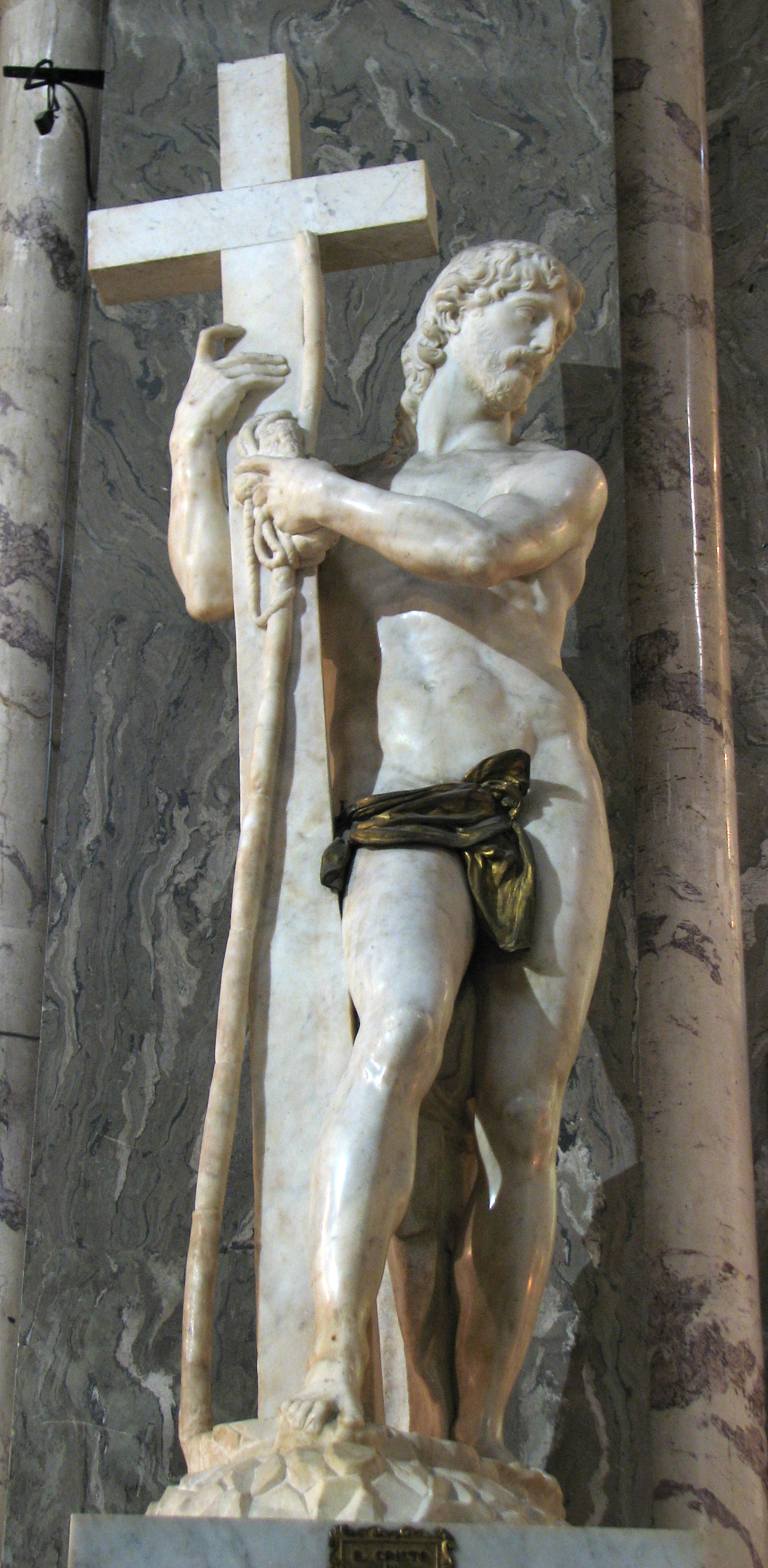
Cristo della Minerva (1519–1520) Santa Maria sopra Minerva, Róma

### Festményei
- A Szent Család (Doni-tondo) (1506–1508), olaj, tábla, Uffizi, Firenze
- A Sixtus-kápolna mennyezetfreskója (1508–1512), freskó, Sixtus-kápolna, Vatikáni Palota, Vatikán
- Az utolsó ítélet  (1534-1541), Freskó, 1370×1220 cm, Sixtus-kápolna, Vatikáni Palota, Vatikán
- Szent Péter vértanúsága  (1542-1550), freskó, 625×662 cm, Szent Pál-kápolna, Vatikáni Palota, Vatikán
- Szent Pál megtérése  (1542–1550), freskó, 625×661 cm, Szent Pál-kápolna, Vatikáni Palota, Vatikán

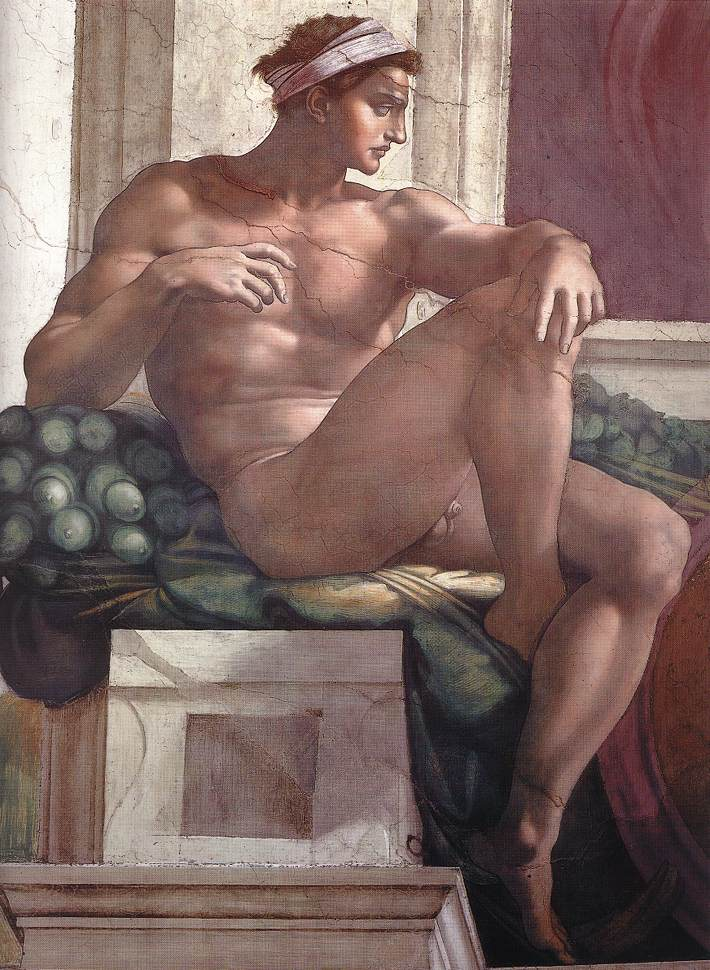
Ignudo (1511)
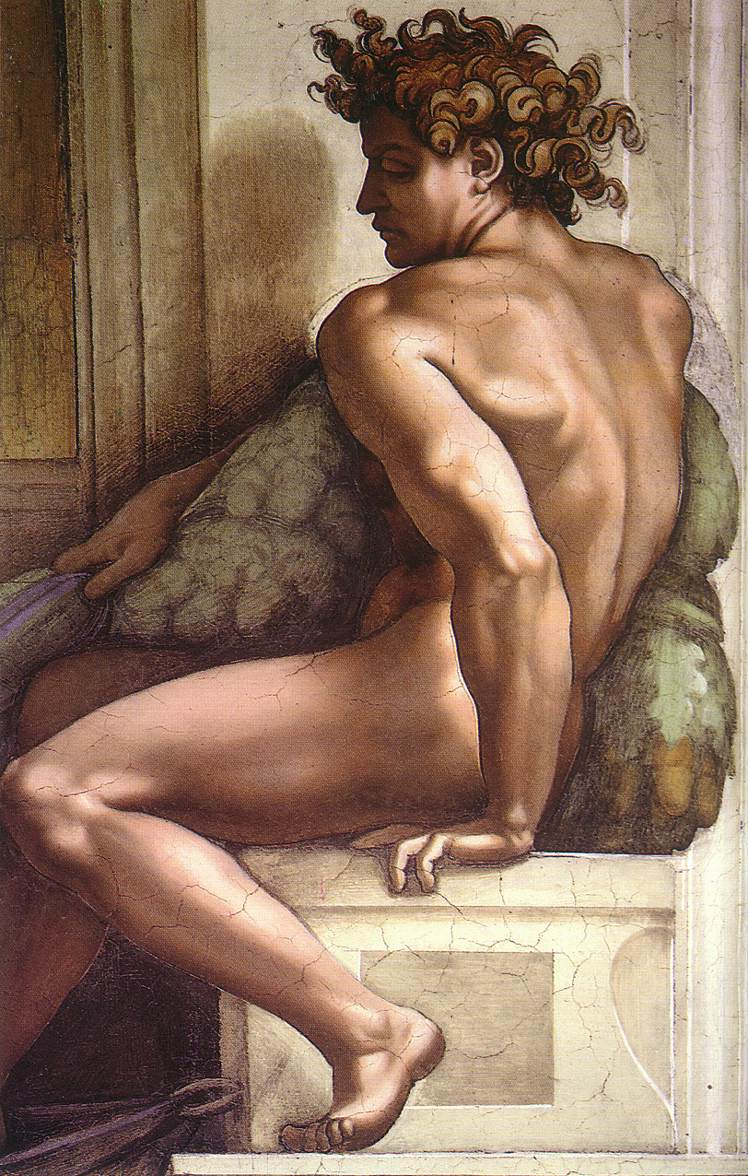
Ignudo (1509)
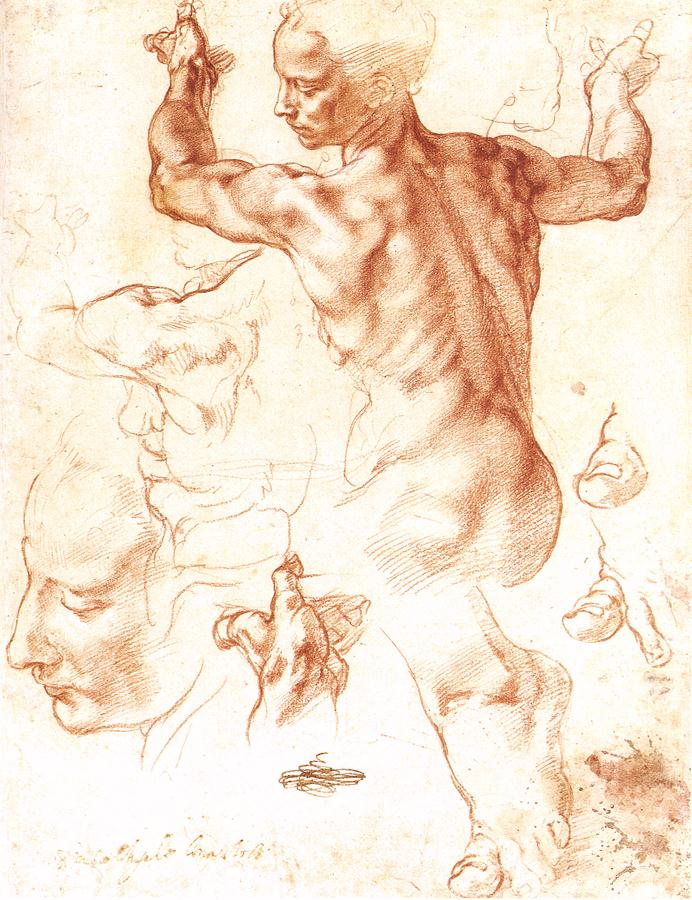
A Libiai Szibylla, tanulmány
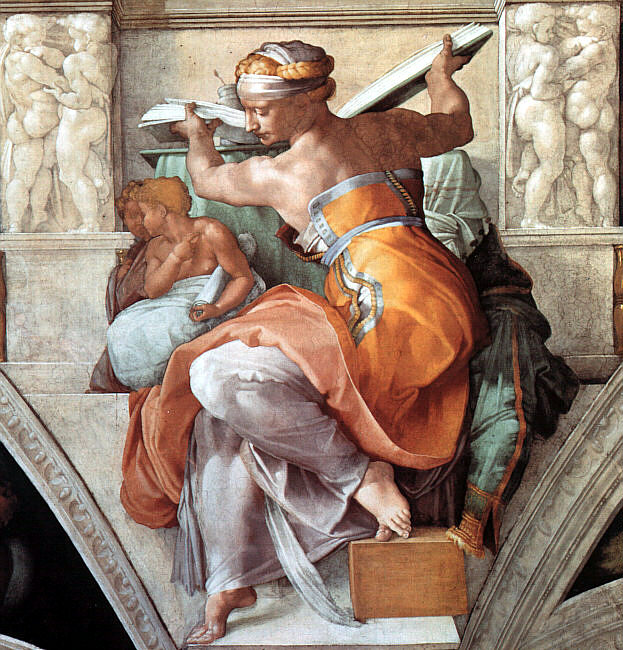
A Libiai Szibylla (1511)
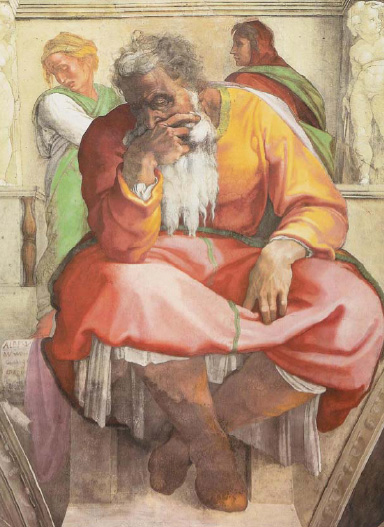
Jeremiás (1511)
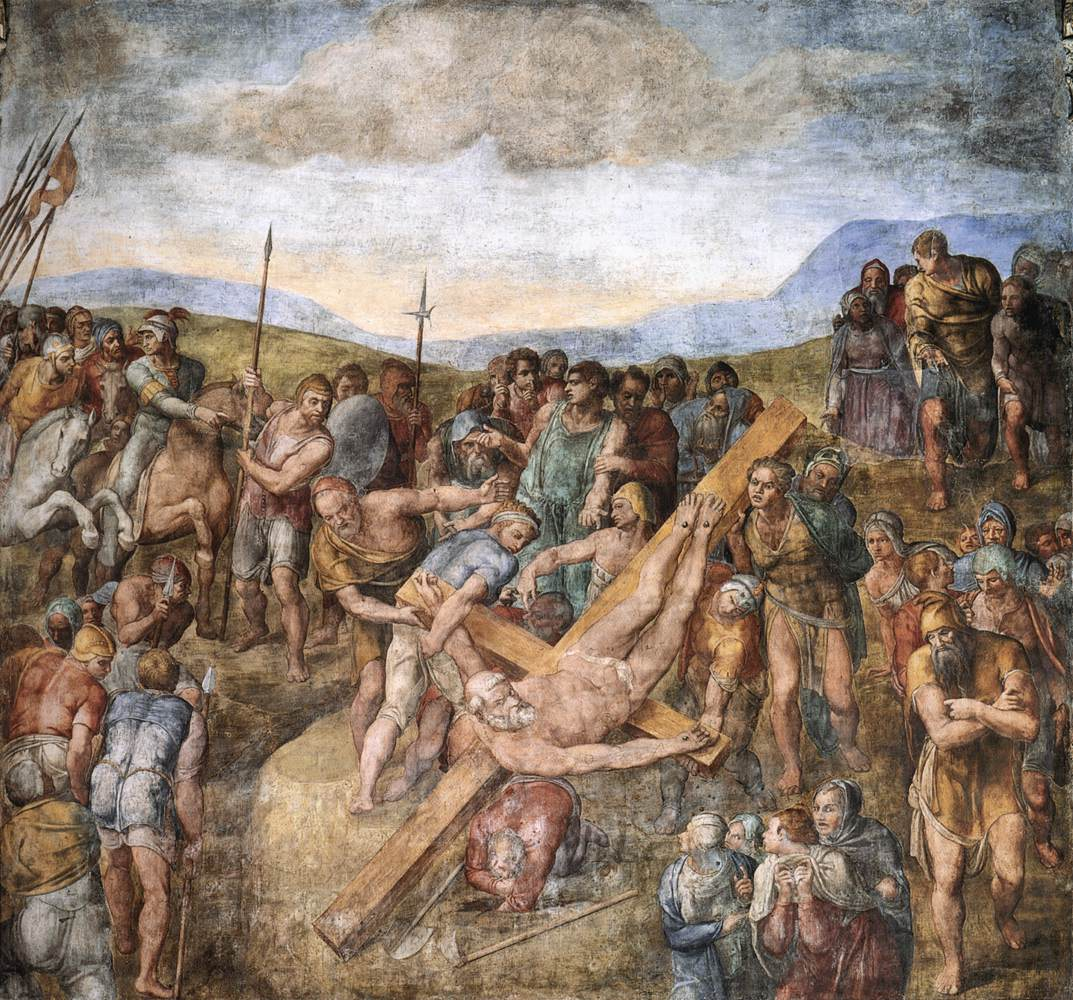
Szent Peter keresztrefeszítése
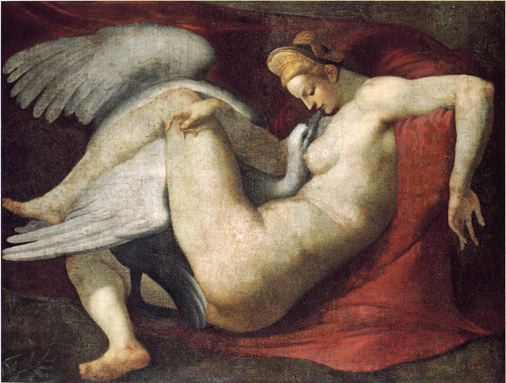
Leda és a hattyú, másolat
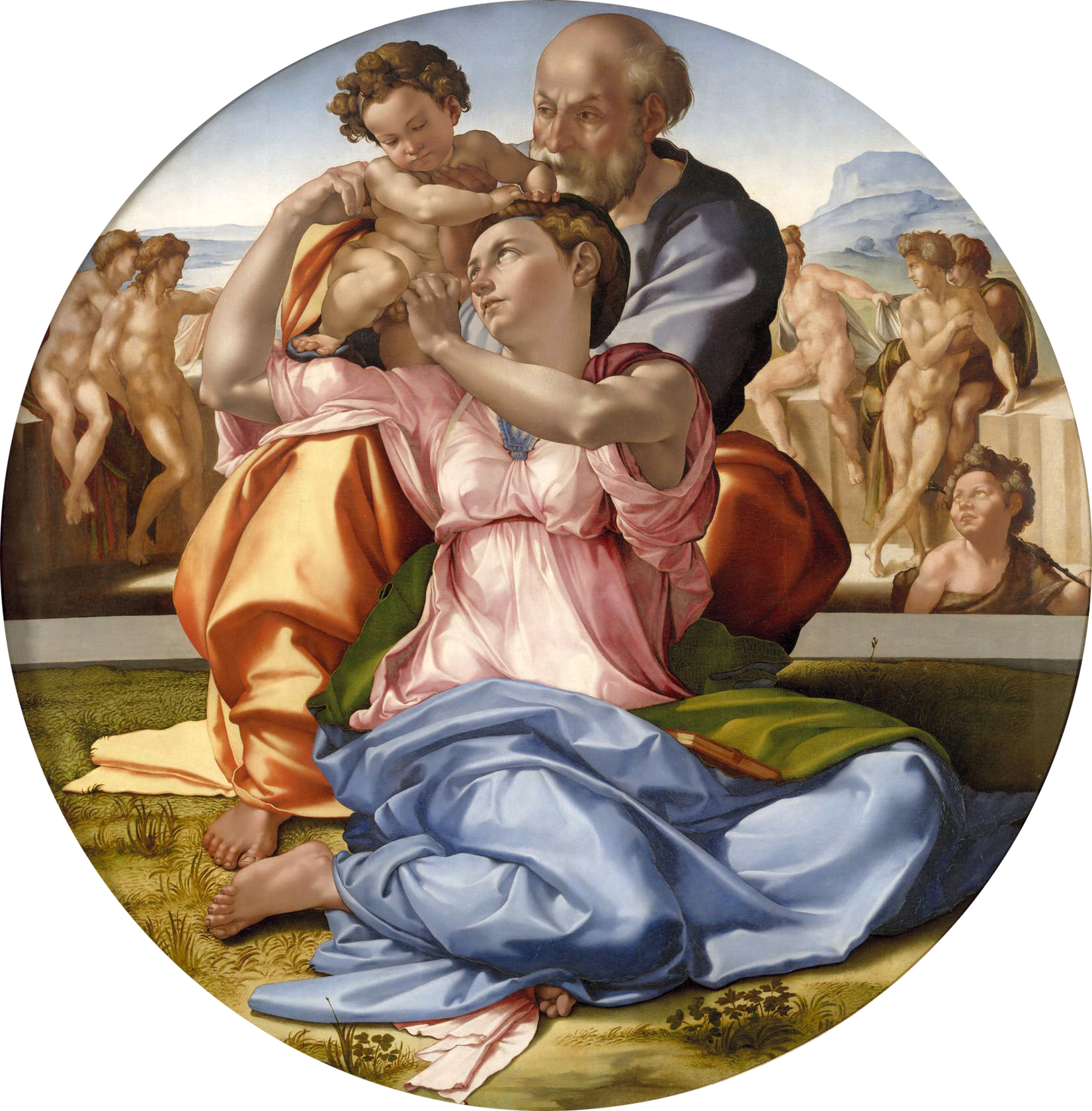
A Szent Család (Doni-tondo)
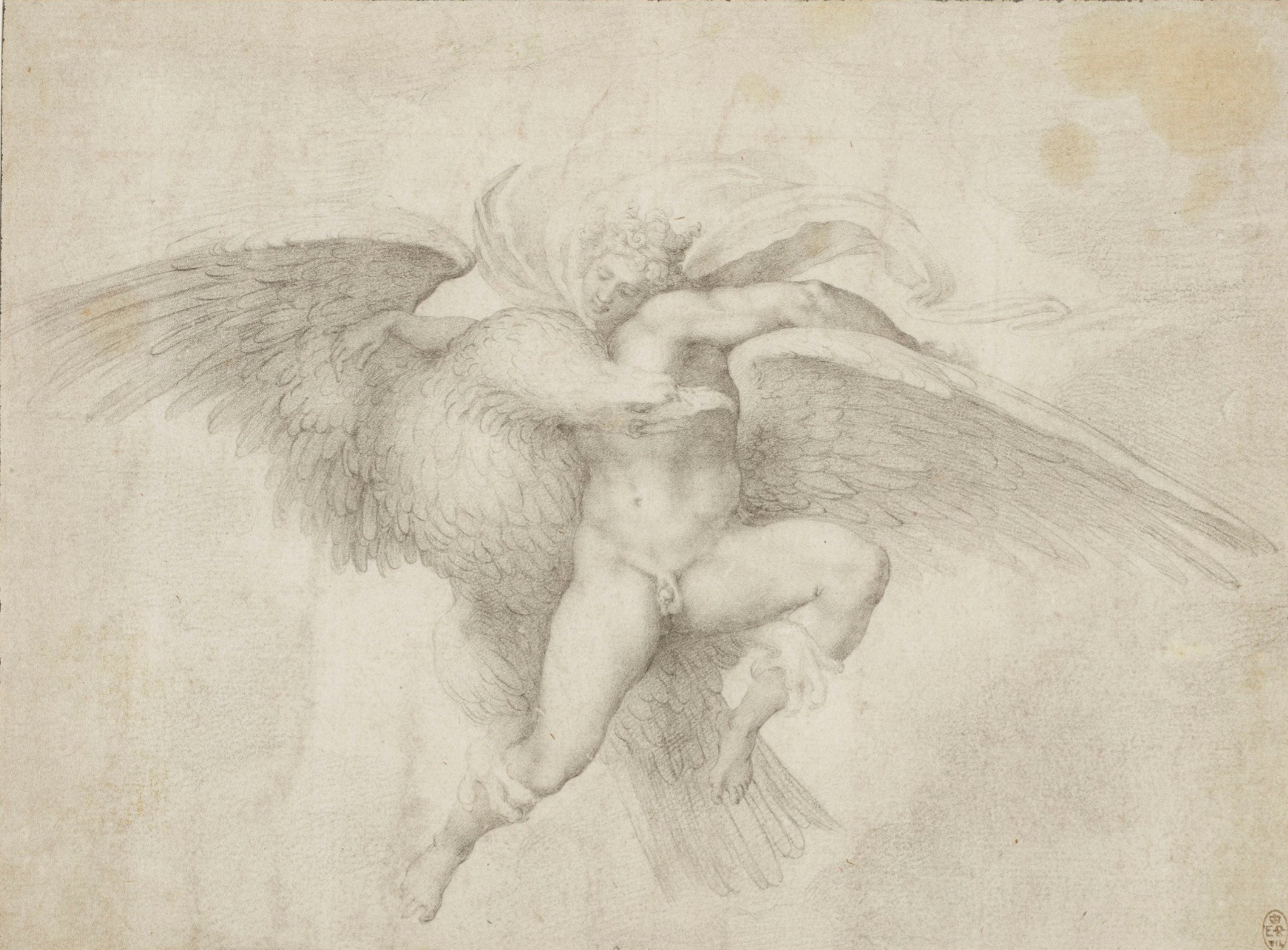
Ganymedész (1532), Windsor Castle, másolat, az eredeti elveszett
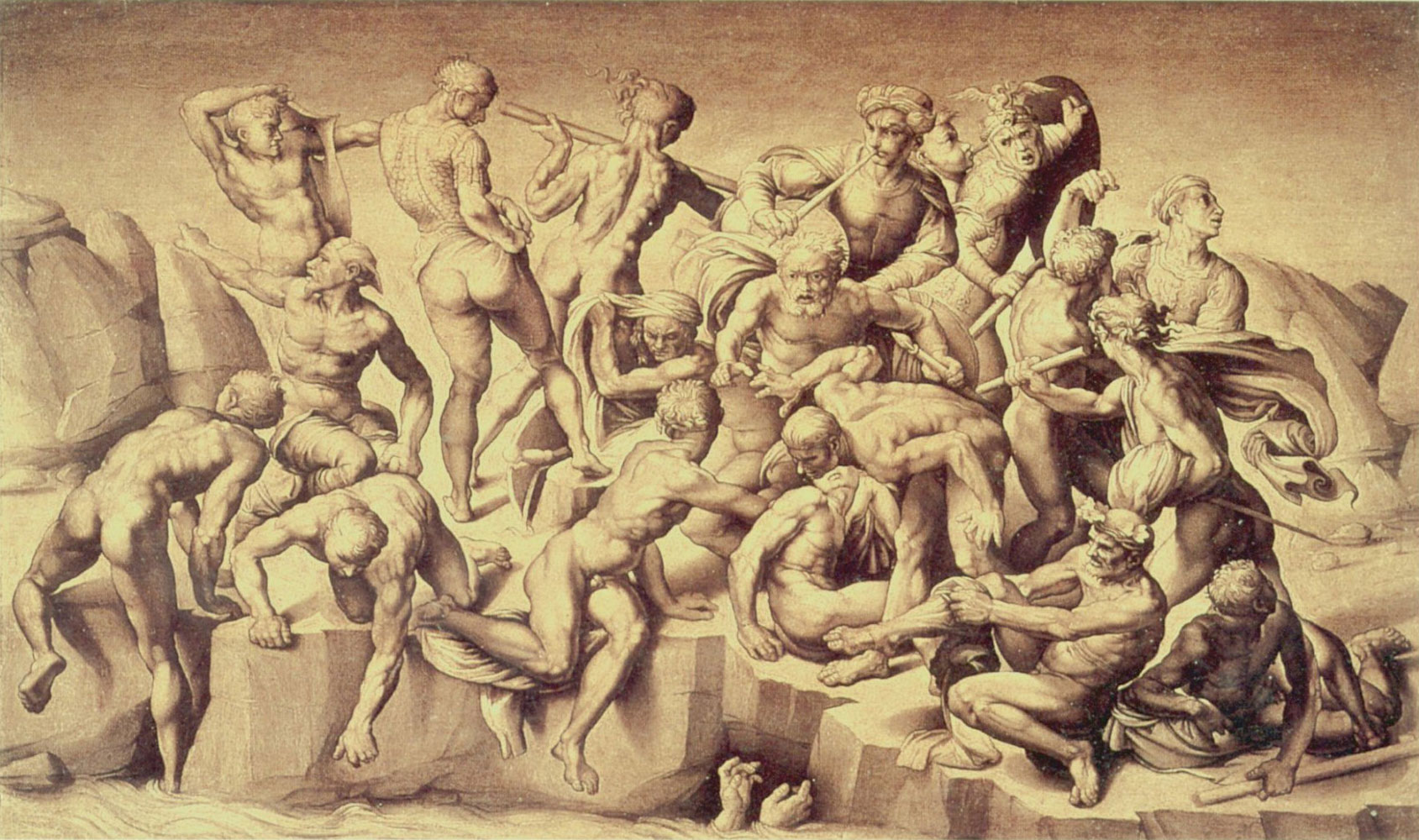
Michelangelo Buonarroti: A Cascinai csata, (másolat, Bastiano da Sangallo)

### Épületei
- Piazza del Campidoglio,  Róma, 1538-1564
- A Szent Péter-bazilika kupolája és apszisa, Vatikán, 1546-1564
- Palazzo Farnese , Róma, 1546
- Biblioteca Laurenziana, Firenze, 1519-1559
- A San Lorenzo-templom sekrestyéje (Sagrestia Nuova), Firenze, 1520-1534

### Írásai magyarul
- Ismeretlen Michelangelo-iratok, sajtó alá rendezte: Wolf Rózsi, Franklin, Róma/Budapest, 1931 (A Római Magyar Történeti Intézet kiadványai)
- Michelangelo versei, fordította: Rónay György, Officina, Budapest, 1940, (Az Officina verseskönyvek)
- Michelangelo Buonarroti versei, fordította, az utószót és a jegyzeteket írta: Rónay György (ill. a szerző maga), Magyar Helikon, Budapest, 1959
- Még ha kőből lennél is..., fordította: Rónay György, Szukits, Szeged, 1999, (A líra gyöngyszemei)
- Michelangelo Buonarroti versei, fordította, a tanulmányt és a jegyzeteket írta: Rónay György, szerkesztette és a szöveget gondozta, valamint az utószót írta: Tarbay Ede, Szt. István Társulat, Budapest, 2005
- Michelangelo Buonarroti 77 szonettje, fordította: Jánosházy György, Mentor, Marosvásárhely, 2008